# Gallo
Vous lisez un « bon article » labellisé en 2014.
Pour les articles homonymes, voir Gallo (homonymie).
Le gallo (endonyme galo) ou la langue gallèse est l'une des langues d'oïl de la Haute-Bretagne. Il est traditionnellement parlé en Ille-et-Vilaine, dans la Loire-Atlantique et dans l'est du Morbihan et des Côtes-d'Armor, derrière une frontière linguistique allant de Plouha à la rivière de Pénerf. La limite orientale du gallo est moins claire, car il existe un continuum avec les langues d'oïl voisines (mainiau mayennais, normand, angevin...). Certains linguistes considèrent par exemple que le gallo s'étend dans des régions contiguës à la Bretagne historique, en particulier dans l'aire plus vaste du Massif armoricain.
Comme il n'y a pas de critères universellement acceptés pour distinguer les langues des dialectes, il n'y a pas de réel consensus sur la nature du gallo. Bien qu'elle soit essentiellement orale, cette langue est l'objet d'études universitaires et d'efforts de standardisation, et des ouvrages en gallo sont régulièrement publiés. Cependant, contrairement au breton, le gallo ne bénéficie pas d'une longue tradition de défense et de protection. Les deux ont toutefois été reconnues conjointement « langues de Bretagne » par le conseil régional de Bretagne en 2004.
Langue romane, le gallo n'est pas apparenté au breton, qui est une langue celtique. Les locuteurs sont les gallésants ou gallophones. « Gallo » est un mot venu de la langue bretonne et son utilisation par les gallésants est récente bien que le terme soit attesté notamment dans la presse du début du XXe siècle. Beaucoup d'entre eux utilisent simplement le terme « patois », bien qu'il soit souvent considéré comme péjoratif.
Malgré quelques initiatives pour l'enseigner à l'école et dans les universités, le gallo est en voie d'extinction. Les locuteurs sont généralement âgés et la transmission intergénérationnelle est très faible. Le gallo est considéré comme sérieusement en danger par l'Unesco. Le nombre de locuteurs du gallo est difficile à évaluer et il peut varier selon les estimations (entre 3 % et 8 % de la population locale seraient capables de le parler).

## Définition

### Noms

La Haute-Bretagne, en bleu, séparée de la Basse-Bretagne par la limite linguistique du breton telle qu'elle était en 1952.

Gallo est issu du breton gall, signifiant « étranger (de langue romane) », issu d'un radical celtique. Le terme peut être rapproché au gaélique écossais gall, qui signifie « étranger », et plus particulièrement « Écossais ne parlant pas gaélique » ou « habitant du sud de l'Écosse », c'est-à-dire là où la langue traditionnelle est le scots plutôt que le gaélique écossais. Le féminin de gallo, « gallèse », vient du breton gallez, forme féminine de gall. Le Trésor de la langue française a relevé plusieurs variantes par dérivation : « gallot », « gallec », « gallek », « gallais », « gallic » ou encore « gallou », ainsi que le féminin « gallote ». Ces termes peuvent non seulement désigner la langue, mais aussi les personnes originaires de la haute Bretagne ainsi que ce qui est relatif à la langue et aux habitants.
Le terme gallo fut d'abord employé par les brittophones et cela explique pourquoi il est en fait très peu utilisé par les locuteurs du gallo eux-mêmes. Henriette Walter avait conduit une enquête en 1986 qui montrait qu'à peine plus de 4 % l'avaient employé depuis toujours (dans les Côtes-d'Armor), et le tiers d'entre eux le trouvaient « chargé d'une signification plutôt péjorative ». Selon l'enquête, le terme « patois » était largement majoritaire. Le terme « gallo » est donc en grande partie, même s'il est connu de longue date (première mention écrite en 1358), une nouvelle dénomination.
Le gallo est aussi appelé « langue gallèse » ou « britto-roman ».
Le terme « britto-roman » a été créé par le linguiste Alan-Joseph Raude en 1978 pour montrer que le gallo est « un idiome roman parlé par les Bretons ». Selon lui, l'appellation « patois » est impropre car elle désigne « une variante vernaculaire inférieure d'une langue de culture. C'est une notion sociologique, non une notion linguistique. » Un autre linguiste, Jean-Paul Chauveau, considère par ailleurs que le terme « patois » est générique puisqu'on peut appeler ainsi n'importe quel parler de France différent du français. Ainsi, « il dénie toute identité au langage auquel on l'applique. » Le terme « patois » est perçu comme péjoratif, même s'il peut avoir une connotation affective pour certains gallésants.
Il ne faut pas confondre le gallo avec les Gallo-romains ni avec le « gallo-roman », terme qui désigne les parlers romans de l’ancienne Gaule  qui ont donné les langues d'oïl et dont le gallo et le français font partie. En breton, jusque vers 1960, Gallaoued ne désigne pas spécialement les Français (Fransizien)  mais les locaux de langue romane (par exemple les habitants du bourg passés au français).

### Classification
Le gallo fait partie des langues d'oïl, un ensemble linguistique qui occupe peu ou prou la moitié nord de la France. Cet ensemble comprend une grande variété de parlers, plus ou moins bien définis et différenciés, qui partagent une origine latine et une influence germanique, venue du francique, la langue des Francs. Parmi les langues d'oïl, outre le gallo, il y a aussi le picard, le normand, le français (i. e. le francien en Île-de-France et Orléanais), le poitevin, le champenois, le lorrain roman, le berrier, le nord-bourguignon, etc.
Le gallo, comme les autres langues d'oïl, n'est ni de l'ancien français ni une déformation du français moderne. Les évolutions sont communes (influence du francique dans le vocabulaire et la syntaxe, perte du cas régime-sujet, perte de la prononciation de beaucoup de lettres finales, etc.). Le gallo a évolué depuis l'époque médiévale, et il existe donc un ancien gallo. En outre, l'ancien français étant une langue peu standardisée, les écrivains du Moyen Âge utilisaient des termes et des formulations de leur région. On peut donc retrouver des traces d'ancien gallo dans les écrits médiévaux de haute Bretagne,.
Les langues d'oïl appartiennent au groupe des langues gallo-romanes, qui regroupe aussi le francoprovencal, parlé autour de la Savoie. Les langues gallo-romanes font elles-mêmes partie des langues romanes, un groupe qui comprend aussi, entre autres, l'italien, l'espagnol et le roumain. Enfin, les langues romanes font partie de la grande famille des langues indo-européennes.
Le breton a eu de l'influence sur le gallo pour quelques emprunts lexicaux. Cependant, l'utilisation de préposition (pour) comme verbe auxiliaire serait d'origine celtique. La relation entre le breton et le gallo est comparable à celle des deux langues d'Écosse : le scots et le gaélique écossais.
| Gallo (langue d'oïl) | Normand (langue d'oïl) | Poitevin (langue d'oïl) | Picard (langue d'oïl) | Tourangeau (langue d'oïl) | Français (langue d'oïl) | Occitan (langue d'oc) Écrit en norme classique | Breton (langue brittonique) |
| --- | --- | --- | --- | --- | --- | --- | --- |
| Le monde vienent su la térre librs tertous e s'entrvalent en drets e dignetë. Il lou apartient d'avair de la rézon e de l'esprit e il ont de s'entrenchevi côme feraent dés freres. | Touos les houmes nâquissent libes et parêles dauns leus taête et en dreits. Il ount byin de l'obiche et de l'ingamo et deivent faire d'aveu leus prochan coume si ch'teit pour yeus. | Le munde trtouts avant naeçhu libres trtouts parélls den la dégnetai é den lés dréts. L'avant de l'aeme é de la cunsience é le devant coméyà e trtouts fratrnaument. | Tous ches ètes humains is sont nès libes et égals in dignitè et pi in droéts. Is sont dotès d’roaison et pis d'conschienche et pis is doévtte foaire ches uns invers ches eutes dins un esprit d’fratérnitè. | Tertos les houms naissont libĕrs, ansement is aont les meimĕs dreits e la meimĕ dighnitaiy. Is aont coumĕ dounaison ieun antendouerĕ e ieunĕ airzon e is deivont s'ajidair les ieuns les outĕrs coumĕ des frairĕs. | Tous les êtres humains naissent libres et égaux en dignité et en droits. Ils sont doués de raison et de conscience et doivent agir les uns envers les autres dans un esprit de fraternité. | Totes los èssers umans naisson liures e egals en dignitat e en dreches. Son dotats de rason e de consciéncia e se devon comportar los unes amb los autres dins un esperit de fraternitat. | Libr ha par an eil re ouzh ar re all eo ganet tout an dud, koulz diwar-bouez an droedoù hag an dignite. Rezon ha skiant zo dezho ha rankout a reont beviñ an eil asambles gant egile, e-ser kaout ur spered a vreudeuriezh. |

## Géographie

### Aire linguistique

Carte des langues d'oïl selon Marie-Rose Simoni-Aurembou.

L'aire linguistique du gallo est difficile à définir. Tandis qu'à l'ouest la frontière linguistique bretonne se distingue clairement puisqu'elle se situe entre une langue celtique et un parler roman, la limite entre le gallo et les autres langues d'oïl est moins certaine car existe un continuum. Traditionnellement, le domaine d'oïl est souvent découpé en suivant les limites des régions historiques, néanmoins, ces limites ne coïncident pas toujours avec les réalités linguistiques. Certains auteurs s'appuient sur les régions traditionnelles pour définir l'aire du gallo, mais ils ajoutent des nuances. Ainsi, Walther von Wartburg, Hans-Erich Keller et Robert Geuljans, font coïncider par convention le domaine du gallo avec les frontières départementales de l'Ille-et-Vilaine et de la Loire-Atlantique, mais ajoutent le nord de l'Anjou. Hervé Abalain limite aussi le gallo à la haute Bretagne, tout en l'étendant à la frange occidentale de la Mayenne et du Maine-et-Loire. En outre, il place le gallo, l'angevin, le normand, ainsi les parlers de la Mayenne et de la Sarthe dans un même groupe : les langues d'oïl de l'ouest.
La définition des limites du gallo est compliquée par le vide cartographique qui existe à propos des parlers du centre du domaine d'oïl. Les parlers du Maine, de la Touraine ou encore de l'Orléanais sont pris en étau entre Paris et des langues d'oïl plus affirmées comme le gallo ou le normand. Ces parlers sont minorés et ne possèdent pas une identité forte. Des auteurs considèrent de cette façon que le centre-nord de la France est une zone centrale sans contours internes. Ainsi Marcel Cohen fait du Maine une zone non-déterminée où se mêlent gallo, angevin et orléanais, refusant ainsi de placer une limite entre ces trois parlers. Marie-Rose Simoni-Aurembou considère que le gallo est une « variété d'oïl », tout comme le normand ou le poitevin, et qu'elles sont bordées à l'est par un ensemble de « variations d'oïl » comme l'angevin. Selon elle, le gallo s'arrête aux limites de la Bretagne historique, sauf au sud, où le poitevin remonte vers la Loire sans l'atteindre cependant.
Enfin certains auteurs écartent les limites traditionnelles et se servent uniquement de critères linguistiques pour définir les langues d'oïl. Jean-Paul Chauveau, en s'appuyant notamment sur les influences lexicales, regroupe ainsi gallo, angevin et mayennais dans une vaste zone, appelée « Pays d'Ouest », qu'il divise en trois ensembles : l'ouest, avec les Côtes-d'Armor, le Morbihan et l'ouest de l'Ille-et-Vilaine ; l'est, avec la Sarthe, la Mayenne et l'est de l'Ille-et-Vilaine ; et le sud, avec la Loire-Atlantique et le Maine-et-Loire. Ce dernier ensemble manque toutefois de cohésion, puisque le nord-Loire, tourné vers l'ensemble mayennais, s'oppose au sud-Loire, influencé par le poitevin. Par ailleurs, Jean-Paul Chauveau ne définit pas une limite claire entre gallo et poitevin, mais seulement un seuil matérialisé par la Loire.
Les langues de Bretagne et des régions voisines selon plusieurs auteurs :

Selon Hervé Abalain.
Selon Jean-Paul Chauveau.
Selon Pierre Bonnaud.
Selon Marie-Rose Simoni-Aurembou.

#### Limite entre le gallo et le breton
La limite occidentale moderne du gallo est claire puisqu'il ne ressemble absolument pas au breton. La frontière linguistique entre les deux langues a ainsi été comparée à la « muraille de Chine » par l'historien Pierre-Michel-François Chevalier en 1845. En 1952, Francis Gourvil traçait cette frontière entre Plouha, sur la côte ouest de la baie de Saint-Brieuc, et la rivière de Pénerf, près de la presqu'île de Rhuys. Entre ces deux points, il faisait passer la limite par Senven-Léhart, Quintin, Mûr-de-Bretagne, Saint-Gérand, Réguiny et Sulniac. Mais la limite linguistique a varié avec les siècles, comme le montre la toponymie. La limite des noms en Car-, Ker-, tre-, et les noms de paroisses montrent les reculs successifs du breton sur son aire maximale (On verra sur ce sujet le Traité de toponymie historique de la Bretagne (Pleustrad...) d'Erwan Vallerie (An Here éditeur). Breton et gallo ont coexisté en Bretagne médiane durant la période du moyen-breton (1100-1650). Le XVIe siècle est proche de la limite au début du XXe siècle.[pas clair]
Mais la limite linguistique a été relativement stable durant la période du moyen-breton (1100-1650), la toponymie (noms de lieux en Ker-) nous donne cette limite pour le XIIe siècle, et les cartes du XVIIe siècle nous donnent toujours la même limite. Le recul plus précoce du breton dans la presqu'île guérandaise commence à cette époque pour finir au début XXe siècle, il n'est pas remplacé par le gallo mais par le français, un français local similaire au français parlé dans le reste de la Basse-Bretagne jusque dans les années 1980[réf. souhaitée].

#### Limite entre le gallo et les langues d'oïl voisines

Illustration du continuum avec les variations de la prononciation du [ɛ] de « haie » (a, è, é, éï, etc). Les zones blanches sont des régions où le mot n'a pas été relevé.

À l'est, le gallo est voisin du normand, du mayennais et de l'angevin, ces deux derniers faisant partie du même ensemble linguistique que le gallo, et du poitevin. Tous ces parlers font partie des langues d'oïl et ils partagent une même origine latine. Il n'est pas réellement possible de tracer des limites autres qu'historiques entre eux. Ils forment un continuum linguistique, c'est-à-dire qu'ils se mélangent et se chevauchent sur plusieurs régions avant d'atteindre des frontières linguistiques, le long desquelles ils se heurtent à des langues totalement différentes. Le continuum des langues d'oïl s'étend par exemple de la frontière avec le breton jusqu'en Belgique, où il se heurte au néerlandais et à ses dialectes flamands. Dans l'intervalle, on passe du gallo au mayennais, au normand, au champenois, au picard, etc. Il y a d'ailleurs rarement coïncidence entre les espaces administratifs et linguistiques.
L'exemple d'« aujourd'hui » illustre bien le chevauchement des parlers. En effet, la plupart des gallésants utilisent le mot anet, mais dans l'extrémité orientale de la haute Bretagne, le long de la Mayenne et du Maine-et-Loire, les locuteurs utilisent anui, un terme qui se retrouve dans le mayennais, l'angevin et le normand. Réciproquement, on entend une forme semblable au terme gallo anet à Ernée, en Mayenne.
Les parlers situés dans le continuum des langues d'oïl se superposent donc, et les locuteurs angevins et gallésants peuvent se comprendre dans une certaine mesure et utiliser les mêmes mots. En revanche, les langues placées aux extrémités du continuum ne sont pas intelligibles entre elles. Le gallo peut ainsi être opposé au wallon, qui est aussi une langue d'oïl, mais est incompréhensible pour un gallésant. Les parlers les plus proches du gallo linguistiquement sont ceux du Maine, de l'Anjou et du sud de la Manche (situé au sud de la ligne Joret et qui est analogue aux parlers de l'extrème sud du département du Calvados et de l'ouest de celui de l'Orne, dans la partie occidentale de la Normandie).

### Variations régionales

La prononciation du pronom « moi » selon les régions.

La formation du pluriel du mot « chapeau » selon les régions.

Il n'est pas aisé de regrouper les variations régionales du gallo en dialectes. En effet, selon les critères choisis, la définition géographique d'éventuels dialectes peut grandement varier. En prenant par exemple le critère des pronoms démonstratifs, les variations suivantes peuvent être distinguées :
- La forme « Ille-et-Vilaine » : le sien (m.), la siene (f.).
- La forme « Côtes-d'Armor » : lu, li (m.), lë, yelle (f.).
- La forme « Morbihan » : le ci (m.), la celle (f.).
- Le sud de la Loire-Atlantique se calque sur le modèle du poitevin : qho-la (m.), qhelle-la (f.)[20].

Au niveau de la phonologie, on peut distinguer trois autres groupes :
- Le nord (Rennes, Saint-Malo, Saint-Brieuc), qui se distingue par la réduction des diphtongues finales : [ɛw] de chatèo réduit en [ɛ], [aw] de journao réduit en [a], [aj] des mots masculins comme travail en [a:]. Ce groupe se distingue aussi par des diphtongues différentes au singulier et au pluriel : un chapè, dés chapiaos.
- Le centre (Morbihan gallo, Guérande, Pays de la Mée), qui se caractérise par le voisement de [t] en [d] et remplace [o] par [u].
- Le sud (Pays de Retz, Vignoble nantais), proche du poitevin, a des participes passés en [aj] au lieu de [ə]. Il se distingue aussi par le voisement de [s] en [z], il remplace les [u] finaux par [ø], les consonnes finales sont sonores et le groupe [lj] est prononcé [ j], [ljəv] est donc prononcé [ jəv].

On peut ajouter à ces groupes de nombreuses divisions régionales sur la prononciation. Ainsi, le « ai » de mai correspondant au « oi » français de moi se prononce [a] autour de Rennes, mais [aj] en Loire-Atlantique et [me] ou [ɛ] le long de la frontière avec le breton. Cette répartition n'est pas valable pour tous les mots : ainsi la zone du [ɛ] s'étend vers l'est pour le « ai » de vair (voir), et des mots comme vaizin (voisin) et baire (boire) se prononcent généralement [vejzɛ̃] et [bejʁ], ou [vajzɛ̃] et [bajʁ].
L'infinitif des verbes en -er montre aussi des différences de prononciation. En général, les gallésants prononcent cette terminaison avec [ə] (par exemple : manjer [mãʷʒə] pour manger), sauf autour de l'estuaire de la Loire et de la Manche, où -er se prononce comme en français. Autour de Cancale et Corcoué, cette terminaison se prononce [aj]. Enfin, cette répartition n'est pas valable pour les participes passés et les noms communs finissant en -é comme mangé ou blé, dont la prononciation suit d'autres schémas régionaux. Dans certains endroits, comme à Abbaretz, la prononciation du participe passé diffère par exemple selon qu'on l'emploie avec le l'auxiliaire yètr (être) ou avair (avoir). Le mot bllë (pour blé) de son côté, peut être prononcé blé, blë, byé, byë, byè, byëy ou encore byay selon les régions. L'apparition du [l] dans bllë est d'ailleurs récente et touche principalement la côte nord et le pays rennais. Il est probablement apparu en gallo grâce à l'influence du français, qui a entraîné une palatalisation plus importante des mots.
Les différences de prononciation entraînent parfois des modifications lexicales, comme pour le mot « ouézè » (pluriel : « ouéziaos » selon les endroits) . En gallo, il est prononcé ouazé, ouazéo, ouézè, ouézéo ou encore ouéziao, sauf dans une petite zone au nord-ouest de Rennes, où un [g] s'ajoute au début : gaziao. Cet ajout sert probablement à éviter des hiatus et faciliter la prononciation et rappelle la transformation du [w] celtique en [g] par les langues latines (par exemple waspa « déchets » a donné gaspiller). Enfin, autour de Vannes, « oiseau » se dit pichon, un mot qui vient du latin pipione, équivalent du français pigeon.

## Histoire

### Racines celtiques, latines et germaniques

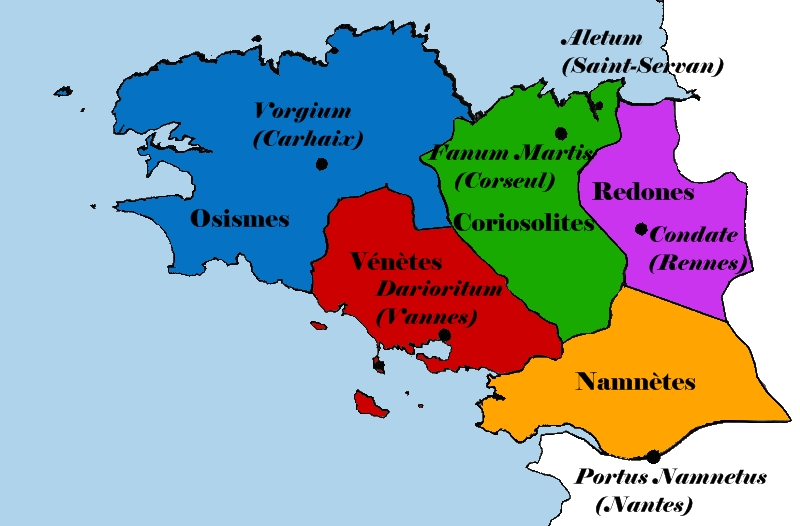
Les peuples gaulois d'Armorique.

Les Celtes venus du nord des Alpes et  d'Europe centrale, s'installent en Armorique et dans d'autres secteurs, souvent proches des côtes européennes (vestiges retrouvés de Roquepertuse, Entremont, Ensérune...) vers le VIIIe siècle av. J.-C. Plusieurs peuples s'y forment, comme les Redones et les Namnètes. Ils parlent des variétés de la langue gauloise et entretiennent des liens économiques importants avec les Îles Britanniques. La conquête de l'Armorique par Jules César en 56 av. J.-C. entraîne une certaine romanisation de la population, mais seules les couches sociales élevées adoptent réellement la culture latine. Le gaulois reste parlé dans la région jusqu'au VIe siècle, surtout dans les zones rurales peu peuplées. Ainsi, lorsque les Britto-romains, arrivés de Grande-Bretagne, s'installent dans l'ouest de l'Armorique, ils y trouvent un peuple qui a conservé quelques aspects de la culture gauloise, bien qu'ils soient chrétiens et citoyens romains. L'intégration des Bretons se fait donc facilement. Les premiers petits royaumes bretons, comme la Cornouaille et la Domnonée, naissent au Ve siècle.
À l'opposé des campagnes de l'ouest de l'Armorique, les villes de Nantes et Rennes sont de vrais centres culturels romains. À la suite des grandes invasions du Ve siècle et VIe siècle, ces deux villes ainsi que les régions situées à l'est de la Vilaine tombent sous domination franque. Des Francs s'installent aussi dans le domaine celtique, où il existe également des îlots de peuplement gallo-romains, par exemple autour de Vannes et de Saint-Brieuc. Le peuplement de l'Armorique à l'époque mérovingienne est donc varié, avec des Bretons venus de Grande-Bretagne assimilés aux tribus gauloises, des villes latinisées et des tribus germaniques. Enfin, la frontière entre les royaumes bretons et le royaume franc est mouvante et difficile à définir, notamment parce que les guerres entre Francs et Bretons sont fréquentes entre le VIe siècle et le IXe siècle. Avant le Xe siècle, le breton est parlé par au moins une partie de la population jusqu'à Pornic et Roz-sur-Couesnon. Au-delà se trouve la Marche de Bretagne, de langue romane, mise en place par les rois francs et qui s'est déplacée vers l'est englobant l'Avranchin et le Cotentin à la suite du traité de Compiègne en 867. Malgré tout, selon la plupart des toponymistes, les toponymes brittoniques s'arrêtent à l'ouest du Couesnon, ce qui rend douteux le fait que le breton ait pu être parlé massivement à l'est de ce fleuve, où il ne subsiste d'ailleurs aucune trace d'un passé breton.

### Émergence du gallo

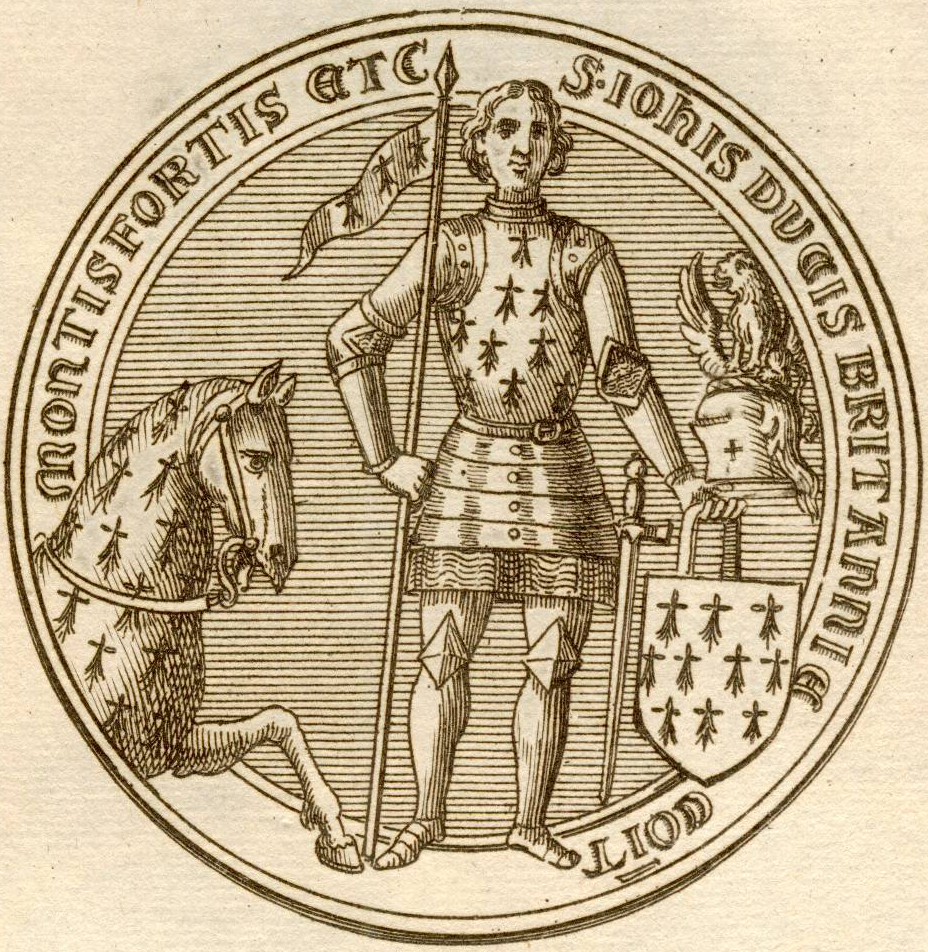
Jean IV de Bretagne, dont l'administration mentionne le terme « gallo » pour la première fois.

La population latinisée de Haute-Bretagne parle le latin populaire de Gaule, une langue ayant subi des influences gauloises, notamment dans le vocabulaire et la prononciation. La palatalisation de [k] en [ʃ], par exemple de cantare à chanter et la spirantisation de [b] en [v], comme dans faba devenu fève, datent probablement de cette époque. Les déclinaisons latines et le genre neutre commencent à disparaître dès la période gallo-romaine, alors que les articles commencent à être employés. Les Francs ont introduit une nouvelle langue, le francique, mais ils ne l'imposent pas aux Gallo-romains, et le latin reste pratiqué jusqu'au début du IXe siècle. Pendant trois cents ans, le nord de la France connaît donc une période de bilinguisme latin/francique. Pendant cette période, les Francs adoptent progressivement le latin, langue écrite et religieuse. Comme les Gaulois avant eux, ils influencent l'évolution de la langue, en y apportant des mots germaniques et en modifiant la prononciation. Les Vikings qui envahissent la Bretagne au Xe siècle apportent aussi quelques éléments de vocabulaire norrois, qui se retrouvent dans le gallo contemporain. En réalité ces mots issus de l'ancien scandinave se retrouvent aussi en normand, langue d'oïl qui en compte encore davantage. Comme pour ceux du français standard, il s'agit plus vraisemblablement d'emprunts au normand, car ils sont tous communs à cette langue, en revanche l'inverse n'est pas vrai. On note par exemple bouette ou boite « appât pour la pêche », formes également usuelles en Normandie, mais dont la forme la plus courante est baite, terme issu de l'ancien scandinave beita « pâturage, appât pour la pêche » ; biter ou abiter « toucher » ; bruman « nouveau marié » ; falle « jabot d'un oiseau » ; jenotte « noix de terre, terre-noix », ha « chien de mer, roussette, milandre » ; mielle « terrain sableux, dune » ; mucr « humide ». Font exceptions les quelques termes employés pour la navigation et les techniques maritimes anciennes dans la vallée de la Loire, avec la technique, on a emprunté le mot. Ce sont des emprunts directs à l'ancien scandinave. Il s'agit de gueurde « cordage servant à relever une partie de la voile », guiroie « girouette », etc.
Les langues d'oïl apparaissent sous une forme écrite à peu près définie au XIe siècle. À cette époque, les différences entre les parlers régionaux sont probablement moins importantes qu'aujourd'hui. Les emprunts de vocabulaire entre parlers sont fréquents et il n'existe pas beaucoup de traces écrites des variétés régionales, car les scribes utilisent une sorte de langue littéraire interdialectale commune à toute la moitié nord de la France. Le français de la cour et des livres commence à se distinguer drastiquement des parlers régionaux à partir du XIIIe siècle. Ces parlers connaissent eux aussi des changements phonétiques indépendants et ils s'éloignent de plus en plus les uns des autres.
Les premières traces écrites du gallo datent du XIIe siècle. Le Roman d'Aiquin, qui est la seule chanson de geste bretonne, contient quelques termes propres au gallo contemporain, comme s'aroter pour « se mettre en route » et lours pour « leurs ». Le Livre des Manières d'Étienne de Fougères contient aussi beaucoup de traits caractéristiques du gallo. Il comprend des termes comme enveier (« envoyer »), il deit (« il doit ») ou encore chasteaus (« châteaux » ; en gallo contemporain : chatiaos).
Un texte des Chroniques de Saint-Denis écrit au XIIIe siècle mentionne des « Bretons bretonnants ». C'est le premier texte qui suppose l'existence de Bretons qui ne parlent pas la langue bretonne. Le terme « gallo » est employé pour la première fois en 1358, dans un acte du duc Jean IV destiné à son trésorier Georges Gicquel : « nostre general recepveur en Bretaigne gallou, salut. » L'appellation « Bretagne gallo » ou son homonyme « Haute-Bretagne » se rencontrent ensuite régulièrement dans les textes médiévaux.

### Recul du breton

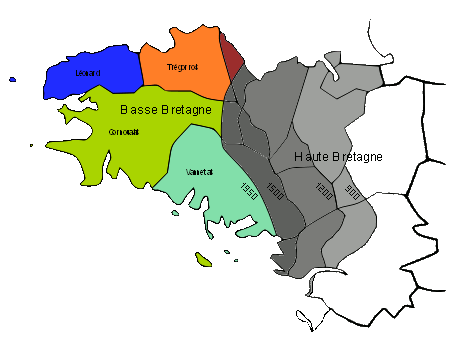
Carte illustrant la Bretagne bretonnante contemporaine et ses dialectes en couleurs. Le recul du breton est symbolisé par le dégradé de gris.

Lors de l'implantation des Bretons insulaires dans l'ouest de l'Armorique, les centres urbains ainsi que les campagnes à l'est d'une ligne Trieux-Laïta restent fortement romanisés. Si à l'ouest de cette ligne, le breton s'impose rapidement, la réalité linguistique dans la partie orientale diffère, et il faut plutôt y voir une zone où le bilinguisme était la norme et dont la majorité du "petit peuple" était formée de locuteurs romans. Au IXe siècle avec l'extension du territoire breton sur les diocèses francs de Nantes et Rennes sous le règne de Nominoë, la langue bretonne connait sa plus grande expansion. Au siècle suivant, le breton entame déjà son recul dans la zone bilingue. Cependant, le recul du breton s'est fait lentement, et des enclaves bretonnantes se maintiennent dans l'est de la Bretagne, d'abord sur la côte nord jusqu'à Dinan au XIIe siècle, puis jusqu'à Saint-Brieuc au XVIe siècle. Au sud, à l'est de Guérande, le recul du breton n'a pas été marqué avant le XIXe siècle.
Dans les zones mixtes, les emprunts du breton vers le gallo ont été plus nombreux qu'ailleurs.

### Déclin du gallo
Le français standard, qui se développe pendant la Renaissance, est au départ un sociolecte, c'est-à-dire qu'il n'est utilisé que par certaines classes sociales. L'ordonnance de Villers-Cotterêts, promulguée en 1539, rend l'usage du français obligatoire dans les documents officiels, puis c'est surtout l'éducation qui propage cette langue, à partir du XVIIe siècle, lorsque l'usage du latin décline à l'université. En 1793, pendant la Révolution, le  français devient la seule langue utilisée par l'instruction publique. L'année suivante, une circulaire annonce que « dans une république une et indivisible, la langue doit être une. C'est un fédéralisme que la variété des dialectes ; il faut le briser entièrement. » À partir du règne de Louis-Philippe Ier, l'éducation devient plus accessible, et Jules Ferry rend l'instruction gratuite, laïque et obligatoire en 1882. Dès lors, tous les Français fréquentent l'école et apprennent donc le français.
Le XIXe siècle est aussi marqué par de profonds changements sociaux qui favorisent la disparition des langues régionales. La conscription, instaurée pendant la Révolution, fait se côtoyer des hommes venus de régions différentes qui doivent utiliser le français pour communiquer entre eux, la construction de routes et de voies ferrées accentue la mobilité des personnes et l'exode rural et l'industrialisation des villes entraînent un brassage des populations. L'essor industriel fait aussi naître une nouvelle bourgeoisie qui dénigre les parlers régionaux, et la croissance de la presse contribue à propager la langue française. Cette propagation, commencée par les journaux, est continuée au XXe siècle par la radio puis la télévision. En Haute-Bretagne comme dans le reste de la France, le bilinguisme s'est généralisé avant un abandon fréquent de la langue régionale.
L'usage du gallo s'est retrouvé confiné à des situations informelles en milieu rural. Alors que le milieu agricole est majoritaire en Haute-Bretagne jusque dans les années 1950, il a fortement diminué par la suite, rendant plus rares les occasions de parler gallo. La baisse du nombre de locuteurs a encore été amplifiée par l'absence de transmission intergénérationnelle, les parents ne souhaitant plus enseigner à leurs enfants une langue associée à un milieu en déclin et considérée comme un frein au progrès social et économique. L'image négative que l'État avait associé au gallo et aux autres langues régionales est alors véhiculée par les locuteurs eux-mêmes.
Face au déclin du gallo, des mouvements de défense sont nés à la fin du XIXe siècle avant de s'amplifier dans les années 1970. L'ensemble de la population française parle désormais le français et les langues régionales, au bord de l'extinction, ne sont plus réprimées comme c'était le cas sous la Troisième République. La Charte culturelle bretonne, signée en 1977 par l'État et les collectivités territoriales bretonnes, marque un changement notable dans la perception des langues de Bretagne. La charte stipule par exemple qu'il faut « assurer à la langue bretonne et au parler gallo et à leurs cultures spécifiques, les moyens nécessaires à leur développement y compris dans l'enseignement et à la radio-télévision. » Depuis le début des années 1980, l'enseignement du gallo est donc proposé dans quelques structures. Il est néanmoins classé parmi les langues sérieusement en danger par l'Unesco.

## Sociolinguistique

### Langue ou dialecte

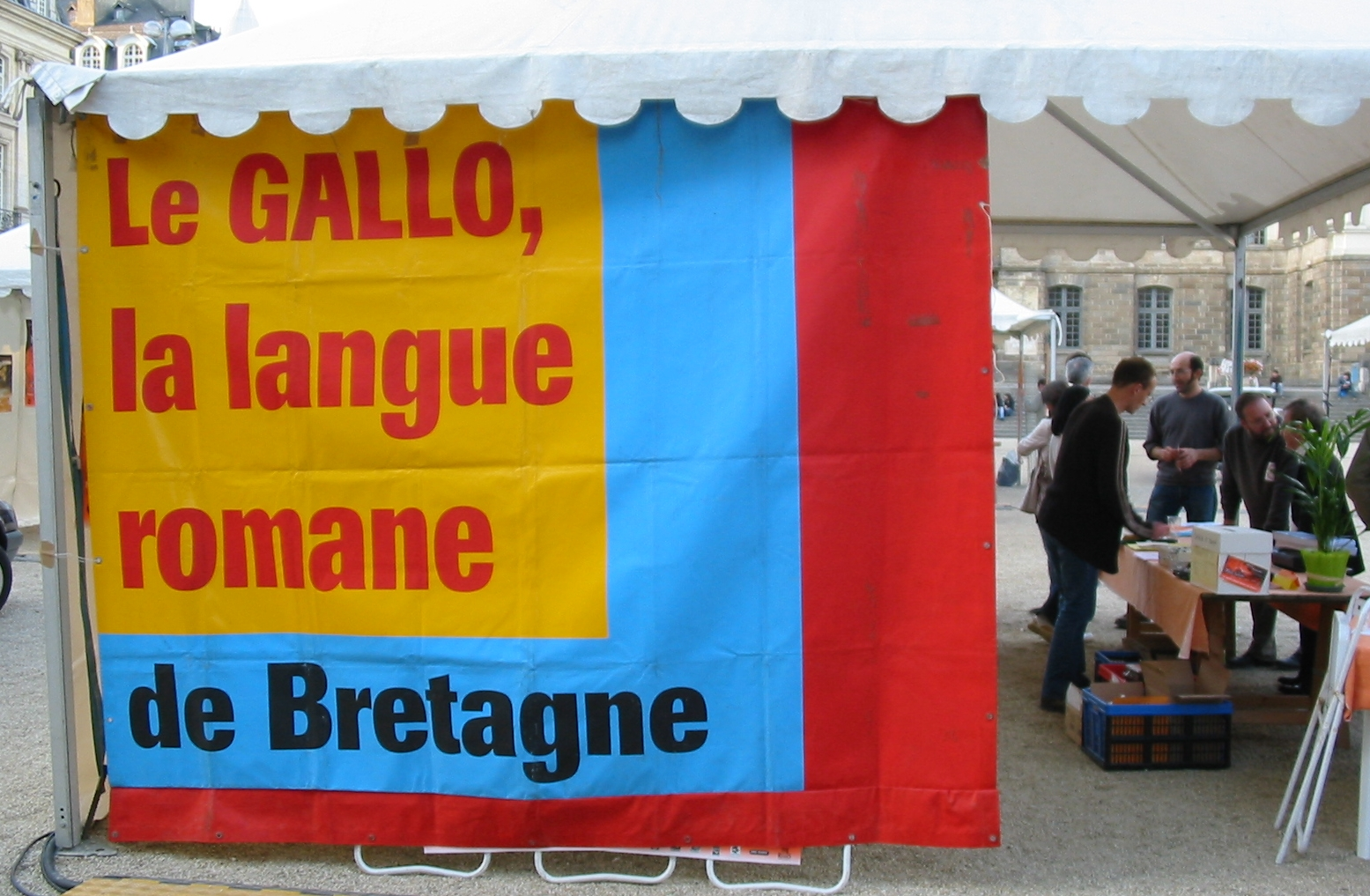
Promotion du gallo aux Mill Góll à Rennes en 2007.

En 1878, Paul Sébillot écrit : « Le langage parlé dans le pays gallot ou français est un dialecte du français, qui a des affinités avec les dialectes des pays voisins, surtout avec l'angevin, le tourangeau et le bas-normand : il contient un grand nombre de vieux mots, un très petit nombre de mots empruntés au breton, et est, sauf des expressions locales assez nombreuses, mais à tournures très françaises, très facile à comprendre ».
Le gallo n'est toutefois pas forcément compréhensible pour un francophone, notamment à cause d'une phonologie et d'un vocabulaire particuliers. L'intercompréhension entre deux locuteurs de langues différentes est d'ailleurs fortement conditionnée par leur bonne volonté et leurs acquis personnels, comme une connaissance de la linguistique ou de la culture générale,. Bernard Cerquiglini, un linguiste contemporain, a d'ailleurs une vision opposée à celle de Paul Sébillot. Selon lui, le gallo, comme les autres langues d'oïl, ne peut pas être considéré comme un dialecte du français car les différences entre les deux sont trop grandes. Toujours selon lui, le fait que le gallo soit directement issu du latin populaire, et non pas une déformation régionale du français, empêche aussi de le qualifier de dialecte. Il souligne ainsi le caractère très artificiel du français standard, même par rapport à ses origines franciennes. L'étude des langues et des dialectes a beaucoup évolué depuis le XIXe siècle, et il n'existe plus de critère universellement accepté permettant de distinguer un dialecte d'une langue.
Selon les théories contemporaines, le gallo ne peut pas être une langue si l'on considère qu'il n'a pas un grand prestige culturel ni un statut de langue officielle. Ce n'est pas non plus un important facteur de cohésion et d'identité, comme peuvent l'être le breton ou le basque. En revanche, le gallo peut être considéré en tant que langue parce qu'il possède une certaine standardisation, des systèmes d'écriture et une littérature, bien que ceux-ci ne soient qu'à un stade de développement. Enfin, le statut de langue ou de dialecte accordé à un parler tient souvent plus à des motifs politiques que réellement linguistiques.

### Statut et reconnaissance
Au niveau international, le gallo ne possède pas de code ISO 639. Il ne possède aucun caractère officiel au niveau national, la France n'ayant qu'une seule langue officielle, le français. Alors que les langues régionales étaient initialement considérées comme les ennemies d'une république une et indivisible, l'État a amorcé un processus de prise en compte de ces langues. Il n'a cependant pas opté pour une politique linguistique volontariste qui encouragerait la reconnaissance des langues régionales, mais plutôt pour des concessions bienveillantes.
Depuis la modification de la Constitution en 2008, le gallo est reconnu comme appartenant au patrimoine de la France puisque l’article 75-1 dispose que « les langues régionales appartiennent au patrimoine de la France ». Par ailleurs, le gallo est la seule langue d'oïl reconnue en tant que « langue régionale » par le ministère de l'Éducation nationale, les autres n'étant pas enseignées à l'école.
La reconnaissance publique du gallo en Bretagne est relativement récente. Le 17 décembre 2004, le conseil régional de Bretagne a officiellement reconnu, à l’unanimité, le breton et le gallo comme « langues de la Bretagne, au côté de la langue française ». Le conseil général d'Ille-et-Vilaine soutient lui aussi publiquement le gallo. En revanche, en Loire-Atlantique et dans les Pays de la Loire, il n'existe aucune prise de position officielle à propos du gallo.

### Standardisation
La reconnaissance du gallo par des instances locales ainsi que son enseignement à l'école ont soulevé la problématique de la standardisation. Cette problématique provoque un débat idéologique important qui n'a pas apporté de réponse consensuelle, comme c'est souvent le cas pour les langues qui ne sont pas régulées par un gouvernement. D'autres langues de France, comme l'occitan, connaissent un débat similaire.
Les partisans de la standardisation voient en elle un moyen de donner du prestige au gallo ainsi que de faciliter son enseignement et l'intercompréhension entre gallésants. Ses adversaires considèrent de leur côté que l'élaboration d'une norme appauvrirait le gallo et que le choix d'une variété parmi d'autres serait arbitraire. En outre, la standardisation n'est pas forcément une étape obligatoire dans le développement des langues minorées. Ainsi le corse, qui est proposé au CAPES et dans d'autres diplômes universitaires, est une langue polynomique sans standard universel, comprenant de nombreux dialectes unis par une identité forte. Dans le cas du corse, l'absence de standard n'a pas été un handicap à son enseignement ou à l'élaboration d'un système d'écriture. Enfin une éventuelle standardisation n'est pas forcément nécessaire pour une langue ayant une faible visibilité médiatique et dont l'usage par l'administration et les instances gouvernementales n'est pas envisagé. La question pourrait néanmoins devenir plus importante si le gallo acquiert dans le futur une médiatisation importante.
La question de la standardisation du gallo a été plus ou moins éludée par les enseignants. Ceux-ci transmettent la variété qu'ils ont eux-mêmes apprise et la plupart ne souhaite pas la création d'une norme dépassant les variations régionales. En revanche les programmes d'enseignement du gallo aux niveaux secondaire et supérieur incluent une approche dialectologique qui donne aux apprenants une vision globale du gallo et favorise leur compréhension des variétés qu'ils n'ont pas apprises. La création de systèmes d'écriture est parfois vue comme une standardisation du gallo, mais cela concerne uniquement la graphie de la langue, et non sa grammaire, sa prononciation ou son vocabulaire. Par ailleurs ces systèmes confortent l'usage des variétés régionales, soit en proposant une orthographe flexible respectant ces variétés, soit en instaurant une orthographe fixe n'excluant pas des différences de prononciation à la lecture.

### Relations avec le breton et le français

Selon son créateur, les cinq bandes noires du drapeau breton symbolisent les cinq pays traditionnels de la Haute-Bretagne gallésante. Les quatre pays de la Basse-Bretagne bretonnante sont représentés par les bandes blanches.

Le breton, comme le gallo, est en régression. Néanmoins, il possède un statut de langue incontestable ainsi qu'une importante fonction identitaire. Il profite d'une tradition de défense ancienne et il n'est plus soumis à de fortes considérations négatives. Au contraire, il affirme la singularité de la culture bretonne, alors que le gallo est associé au français, donc à l'extérieur. Le gallo, en tant qu'élément non-celtique et langue sans prestige, peut être vu comme inférieur à la langue bretonne,. Ainsi, en Loire-Atlantique, les mouvements défendant l'identité bretonne du département prennent bien plus appui sur la langue bretonne, parlée traditionnellement dans une petite région autour de Guérande, que sur le gallo, qui a une emprise géographique bien plus importante et qui est lui aussi un trait d'union entre les départements de la Bretagne historique.
Au niveau institutionnel, la différence de traitement qui persiste entre les deux langues accentue aussi la minoration du gallo, le breton ayant toujours plus de moyens d'enseignement et de promotion. Selon la théorie « un peuple = une langue », le breton serait la langue nationale de la Bretagne, donc le gallo n'y aurait aucune place. Le fait de donner au gallo une place égale à celle du breton dans la culture bretonne revient par ailleurs à accentuer le caractère roman de cette culture et à la rendre bi-polaire, voire tri-polaire, dans le cas où le français est lui aussi considéré comme une langue de Bretagne.
Alors que la promotion du breton semble entraîner un déni du gallo, le français entretient plutôt sa minoration. En effet, la langue française est très bien établie en haute Bretagne depuis les années 1960, et le gallo disparaît surtout parce qu'il est de plus en plus difficile de le pratiquer. Il n'est plus indispensable à la vie quotidienne, et, pour de nombreux locuteurs, ce n'est plus qu'un parler local employé uniquement dans certaines situations. Le gallo reste aussi attaché à une image péjorative et il apparaît comme un langage grossier et arriéré, alors que le français a une connotation soutenue. L'écriture est aussi une faiblesse du gallo par rapport au français. En effet, bien que des systèmes existent, ils sont peu connus des gallésants et le gallo demeure une langue orale dans la conscience collective. En outre, les gallésants ne peuvent pas toujours lire et écrire le gallo sans apprentissage préalable.
À cause de rapports de proximité intenses et durables, le gallo a aussi été profondément influencé par le français. Ainsi, un grand nombre de gallésants alternent des phrases et des mots en gallo et en français dans un même discours sans avoir conscience de passer d'une langue à l'autre. Dans l'autre sens, les non-gallésants de Haute-Bretagne peuvent employer des termes gallos sans le savoir. Cette « créolisation » du gallo a accentué la proximité entre les deux langues et a donc fragilisé l'autonomie linguistique du gallo. Elle a aussi amplifié la dégradation de la conscience linguistique des locuteurs. L'appauvrissement du gallo peut être volontaire, notamment chez les conteurs, afin de toucher un public plus large incluant des non-gallésants,.

### Nombre de locuteurs

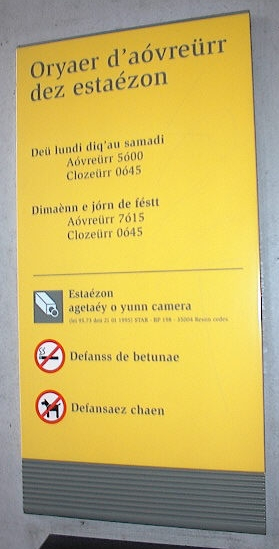
Signalétique en gallo dans la ligne A du métro de Rennes, en écriture ELG.

Il est difficile de connaître le nombre de gallésants car les personnes interrogées lors de sondages peuvent mal évaluer leurs compétences. Par ailleurs, la stigmatisation sociale dont est victime le gallo entraîne probablement des déclarations mensongères ou sous-évaluées, notamment chez les plus jeunes. Enfin, beaucoup de personnes parlent le gallo en utilisant un grand nombre de mots et de tournures françaises et ne peuvent donc pas forcément être comptabilisées en tant que locutrices.
Lors du recensement de 1999, 49 626 habitants de la Bretagne historique ont répondu à l’enquête « Étude de l’histoire familiale », qui incluait une question sur les langues pratiquées avec des proches. Il fait état de 29 060 personnes utilisant le gallo, dont 28 300 en région Bretagne (soit 1,3 % de la population, tandis que les bretonnants en représentaient 12 %). Après extrapolation sur la population globale, le nombre de gallésants a finalement été estimé à 40 710 personnes en Bretagne historique, soit 1 % de sa population. Le gallo se trouvait ainsi en quatrième place derrière le français, le breton (11,3 %) et l'anglais (4,3 %).
Le gallo est plus vivace en Ille-et-Vilaine, où 2,5 % de la population le pratiquait selon le recensement de 1999, puis dans les Côtes-d'Armor (1,8 %), dans le Morbihan (1,6 %) et en Loire-Atlantique (1,5 %). En outre, selon le recensement, l'Ille-et-Vilaine est le seul département où les gallésants sont plus nombreux que les bretonnants. Une enquête menée pour le laboratoire Credilif de l'université de Rennes 2 en 2008 fait quant à elle état de 200 000 locuteurs. Selon cette enquête, ce chiffre est à doubler si on prend en compte les personnes capables de comprendre le gallo.
Une enquête effectuée en 2004 et 2005 dans tous les départements de la haute Bretagne a montré que seulement 5 % des parents gallésants avaient transmis le gallo à leurs enfants. Il apparaît d'ailleurs que la transmission se fasse plutôt de grands-parents à petits-enfants. L'enquête de 2004-2005 a enfin montré que la grande majorité des gallésants sont ou ont été agriculteurs. Seulement 23 % des personnes interrogées ont déclaré pouvoir écrire en gallo.
L'association Bretagne Culture Diversité décide en 2013 de créer un baromètre de l'opinion publique bretonne en réalisant des sondages à intervalles réguliers, portant sur les mêmes questions. Le premier est confié à l'institut TMO Régions, qui a interrogé par téléphone 1 003 personnes de 18 ans et plus, entre le 9 et le 17 décembre 2013 dans les cinq départements de la Bretagne historique.
Ce sondage marque une différence importante dans ses résultats par rapport à celui de l'INSEE réalisé 1999. Selon le sondage, 5 % des habitants de la Bretagne historique déclarent parler très bien ou assez bien le gallo (alors qu’en 1999, l’INSEE évaluait le taux de locuteurs du gallo à 1,3 % de la population de la Bretagne à quatre départements).
De plus, 8 % des habitants de la Bretagne historique disent comprendre très bien ou assez bien le gallo, 8,9 % parler ou comprendre quelques mots, et 83 % ne le pratiquent pas du tout. Le sondage pose également une question inédite liée au devenir de la langue et 42 % des habitants de la Bretagne répondent en se disant inquiets dans l’avenir du gallo, 18 % sont confiants, et 28 % y sont indifférents. Ces chiffres rapprochent les deux langues de Bretagne, le breton étant pratiqué par 6 % des habitants de la Bretagne et le gallo par 5 % d'entre eux, et tandis que 9 % des habitants de la Bretagne comprennent le breton, ils sont 8 % à comprendre le gallo. En revanche, les positions sont nettement plus tranchées en ce qui concerne l'avenir des deux langues puisque 40 % des Bretons sont confiants en ce qui concerne le breton et seulement 19 % y sont indifférents. De même, la proportion de personnes qui ne se prononcent pas sur cette question est moins importante pour le breton (4 %) que pour le gallo (12 %).
Un nouveau sondage commandé par la région Bretagne en 2024 à l'institut TMO révèle que le nombre de locuteurs s'est fortement réduit et est désormais estimé à 132 000 personnes (contre 191 000 pour le sondage de 2018). Le gallo y compte désormais davantage de locuteurs que le breton. 

### Enseignement
L'enseignement du gallo à l'école a été suggéré pour la première fois peu avant la Seconde Guerre mondiale par les Compagnons de Merlin, branche gallèse de la Fédération régionaliste de Bretagne (FRB). En plus d'être une revendication culturelle, l'enseignement du gallo à l'école était pour eux un moyen d'améliorer le niveau scolaire des enfants, notamment en valorisant leurs compétences linguistiques. Ces revendications soulevèrent pour la première fois la question d'une probable standardisation du gallo et de la création d'un système d'écriture. Ensuite, ces idées ne sont pas reprises avant les années 1970. En 1977, la signature par l'État de la Charte culturelle bretonne a permis une première valorisation de la langue.
Pendant l'année scolaire 1981-1982, le Recteur de l'Académie de Rennes Paul Rollin créé un poste de Chargé de mission pour la langue et la culture gallèse dans le second degré confié à l'enseignant agrégé d'Histoire Gilles Morin, tout en créant, en lien avec l'Inspection académique du département d'Ille-et-Vilaine, un poste de conseiller pédagogique de gallo à l'École normale supérieure de Rennes. Christian Leray, enseignant titulaire d'un CAEI, est nommé conseiller pédagogique adjoint à l'École normale (CPAEN) à la rentrée de septembre 1982 afin d'y organiser une unité de formation (UF) de gallo destinée aux élèves-professeurs des écoles. Dans ses attributions, il est chargé de l'organisation des stages de formation continue des professeurs des écoles et de l'organisation de l'enseignement du gallo dans les deux zones d'éducation prioritaire rurales (ZEP de Retiers, ZEP de Tremblay-Antrain).
Le gallo a été proposé en option facultative aux baccalauréats généraux et technologiques à partir de 1984. Des cours facultatifs et des recherches sur le gallo sont donnés à l'université Rennes 2 depuis 1981. Depuis 2008, l'université offre une option gallo (3 heures par semaine) étalée sur les trois années de la licence.
Un enseignement de langue et culture gallèse est proposé en école primaire dans le secteur de Maure-de-Bretagne en Ille-et-Vilaine. Cet enseignement concerne environ 1 300 éleves. L'association Dihun a aussi mis en place un système similaire dans les établissements primaires catholiques de l'est du Morbihan. Dans l'enseignement secondaire, des cours de gallo sont proposés en option. Cette option est enseignée par des professeurs certifiés dans sept collèges et dans sept lycées publics de l'académie de Rennes. C'est également, toujours dans l'académie de Rennes, une épreuve facultative de langue au baccalauréat .
À la rentrée 2009, 1 400 élèves de primaire, 226 collégiens et 233 lycéens suivaient des cours de gallo. En 2011, sans compter les élèves de primaire, ils étaient 574, soit un meilleur score qu'en 2009. Le gallo reste néanmoins l'une des langues régionales françaises les moins enseignées. La même année, le breton était par exemple étudié par 7 324 collégiens et lycéens, et l'alsacien, par 35 855 élèves. Seul le mosellan (francique lorrain) est moins enseigné, avec seulement 187 élèves.
En Loire-Atlantique, département pourtant signataire de la Charte culturelle bretonne, l'enseignement du gallo n'est proposé dans aucun établissement scolaire, principalement parce qu'elle se trouve en dehors de l'Académie de Rennes et parce que le mouvement de promotion du gallo y est beaucoup plus faible qu'en région Bretagne. L'implantation géographique du militantisme en faveur du gallo explique d'ailleurs souvent la présence du gallo dans les établissements scolaires d'une région donnée.

## Vie culturelle

### Littérature

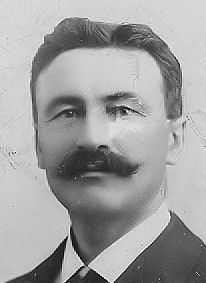
Amand Dagnet écrit la première pièce de théâtre en gallo en 1901.

Les premières traces écrites en gallo remontent au XIIe siècle : Le livre des Manières d’Étienne de Fougères est la publication la plus ancienne en langue romane de Bretagne. Les formes dialectales du Roman d'Aquin (ou La Conqueste de la Bretaigne par le roy Charlemaigne), chanson de geste du XIIe siècle, montrent le développement de la langue d'oïl en Haute-Bretagne.
Le gallo est surtout une langue de tradition orale, riche d'un important corpus de contes, de fables et de légendes. La tradition orale compte aussi des devinettes (ou "devinaîlles"), des proverbes, des chansons et des histoires servant à confronter des croyances religieuses. Les légendes gallèses concernent souvent des personnages récurrents, comme Gargantua, la Fée Morgane et Birou ou bien tentent d'expliquer la formation des paysages.
Les légendes orales gallèses ont été collectées à partir de la fin du XIXe siècle par des folkloristes et ethnologues comme Paul Sébillot, originaire de Matignon, Adolphe Orain de Bain-de-Bretagne, François Duine du Dolois et Amand Dagnet du Coglais, qui a aussi travaillé en Mayenne. Mais ces auteurs ont le plus souvent retranscrit les contes en français. Par ailleurs, Paul Féval a écrit certains dialogues en gallo dans son roman Châteaupauvre publié en 1876. Amand Dagnet a aussi produit une pièce de théâtre en gallo, La Fille de la Brunelas, en 1901. Dans les années 1920, Jeanne Malivel, de Loudéac, met en vers un conte en gallo de sa grand-mère Les Sept Frères, qui inspire la création du mouvement de renouveau artistique Seiz Breur. Dans les années 1930 et sous l'Occupation, Henri Calindre de Ploërmel signe des monologues et de pièces de théâtre humoristiques en gallo sous le pseudonyme de Mystringue.
Après la Seconde Guerre mondiale, une deuxième vague de collecte est animée par Simone Morand et Albert Poulain. Ils s'investissent dans la sauvegarde et la promotion de la culture gallèse en publiant et en fondant des associations, comme le Groupement culturel breton des pays de Vilaine. Dans les années 1970, la Bretagne connaît un fort renouveau culturel, et des animations autour des contes et des chants gallo voient le jour. L'association Les Amis du Parler Gallo est créée en 1976 et va commencer à publier des textes d'auteurs contemporains en gallo. L'Anthologie de littérature gallèse contemporaine voit ainsi le jour en 1982 et réunit des textes d'une trentaine d'auteurs dont Jean-Yves Bauge, Pierre Corbel, Ernestine Lorand, Gilles Morin, Laurent Motrot notamment. Albert Meslay publie quant à lui La Cosmochérette, roman de science-fiction humoristique, en 1983. La poésie en gallo fait aussi des émules comme Jacqueline Rebours et ses poèmes engagés, Christian Leray ou Laurent Motrot, ce dernier ayant publié des poèmes dans la revue Aneit. Bèrtran Ôbrée, chanteur du groupe Ôbrée Alie, dont les chansons sont le plus souvent en gallo, écrit aussi des poèmes. « Poéteriy » – Poésie gallaise contemporaine, recueil de poésie paraît en 1990 chez les Amis du Parler Gallo, devenu Bertègn Galèzz entretemps.
Si les auteurs continuent d'écrire dans les revues ou les journaux, l'édition en gallo proprement dite va connaître un ralentissement dans les années 1990, avant de croître de manière très importante à partir du début des années 2000 avec la publication d'ouvrages divers faisant pour beaucoup le choix du bilinguisme (en gallo et en français). L'ouvrage emblématique qui relance l'édition en langue gallèse est écrit par Adèle Denys, ses Mémoires d'une centenaire « aout'fas en Pays Gallo » paraissent en 1999. De nouveaux auteurs émergent, comme Fabien Lécuyer, dont le roman policier Meliy, publié en 2004, est adapté au théâtre par la compagnie Tradior, et dont le roman historique, Ene oraïje naïr, est aussi le premier livre numérique en gallo. En 2007, André Bienvenu publie en trois volumes ses souvenirs d'enfance Les Braises de la vie. Les principaux éditeurs en gallo sont les éditions Rue des Scribes, les éditions Label LN et Les Emouleriy au Sourgarre. Malgré cette vitalité, des résistances demeurent quant à la publication de livres en gallo ; ainsi le roman de Serge Richard Ken Tost d’an Tenzor a été traduit en gallo (Le Naez sus le tenzor), mais sans trouver d'éditeur, et il en est de même pour Animal Farm de George Orwell et pour La Guerre des boutons de Louis Pergaud.
En 2014, l'Association des écrivains bretons annonce la création d'un prix récompensant les ouvrages en langue gallèse.
La bande dessinée en gallo se développe également depuis les années 1980. La revue Le Lian, éditée par Bertègn Galèzz, publie les premières bandes dessinées en gallo : Les Tois Frëres de Didier Auffray, La Tourneye du René, des gags en une planche, de Hubert Goger au dessin et Mimi Buet au texte, à partir de 1984. Des collégiens de Plénée-Jugon avec l'aide du dessinateur Alain Goutal adaptent en bande dessinée un conte d'Albert Poulain, les Troués consaïls, en 1996. Christophe Houzé dessine Lés Bote, d'après une nouvelle d'André Gorguès adaptée par des élèves de secondaire de classes gallo en 2007. Depuis 2011, Louis-France Baslé publie un strip, Piyou le cania cancalais dans Le Plat Gousset, feuille d'informations de la ville de Cancale. Des albums de Tintin, d'Astérix ou de Jack Palmer ont également été traduits en gallo.
Les premiers textes en gallo à destination des enfants paraissent dans Le Lian, revue de Bertègn Galèzz, réalisés par Mimi Buet avec des dessins d'Hubert Goger en 1985. Une publication à destination des enfants se développe depuis les années 2000, notamment par la maison d'éditions associative Les Emouleriy au Sourgarre avec des albums tel Miston, le ptit chutiaù de Michael Genevée et Romain Ricaud. Le premier Imagier en gallo d'Anne-Marie Pelhate paraît en 2014 avec plus de six cents mots en gallo illustrés. De même, les fables de La Fontaine ont été traduites en gallo.

### Musique
La musique gallèse est moins connue que la musique celte en breton ou français, mais elle fait partie du cadre de la culture bretonne à part entière.
Une nouvelle génération d'artiste fait revenir cette langue sur le devant de la scène bretonne de façon plus moderne: Bèrtran Ôbrée, Les Vilaïnes Bétes, IMG ou de façon plus traditionnelle: Les Mangeouses d'Oreilles, Girault & Guillard. Et il y a des artistes chantant naturellement en français ou breton faisant des créations en gallo: Trouz an Noz (Tchi queî qui caouse gallo un p'tit), Tri Yann (La bonne fam au courti, Pelot d'Hennebont), Cabestan (le vieux d'la vieille)...

### Cinéma
Le studio Dizale de Quimper a déjà doublé deux longs métrages d'animation (Le Gruffalo  et Le Gruffalotin de Max Lang et Jakob Schuh) en partenariat avec l'Institut du Galo, sorti en 2019. Dizale et l'Institut du Galo prévoient de doubler deux courts métrages et un long métrage d'animation d'ici 2023[réf. nécessaire].

### Mouvement associatif et manifestations

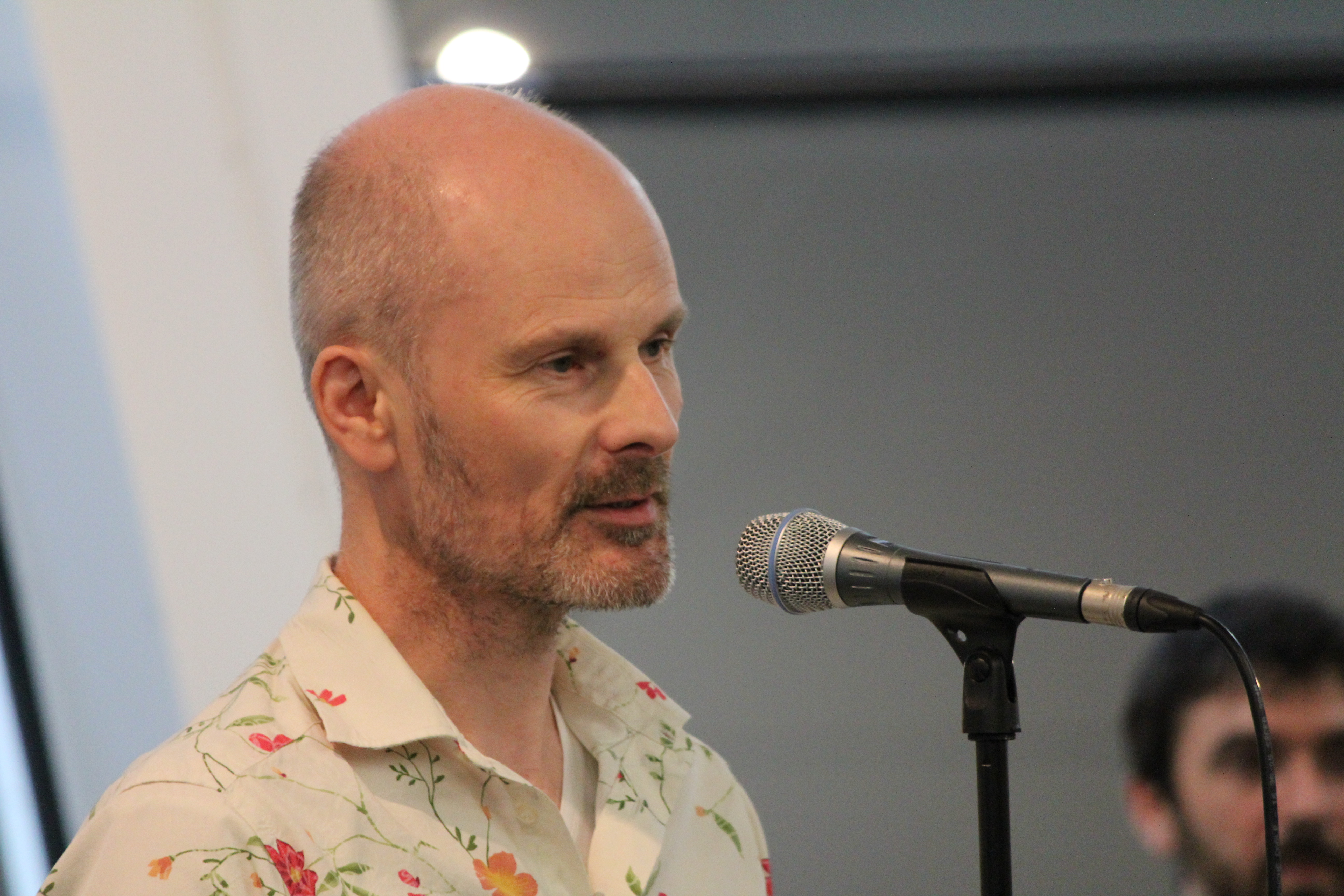
Bèrtran Ôbrée aux Champs libres de Rennes lors de la Fête de la Bretagne en 2012.

Simone Morand a beaucoup œuvré en faveur de la culture gallèse, avant même la Seconde Guerre mondiale.
La première association pour la promotion du gallo a existé entre 1939 et 1944. Il s'agissait des Compagnons de Merlin, affiliés à la Fédération régionaliste de Bretagne, qui publiaient la revue « Galerne ». Ensuite, le mouvement associatif a été inexistant jusqu'en 1976, lors de la fondation des Amis du Parler gallo, devenus Bertègn Galèzz par la suite. Une scission au sein des membres a donné naissance à l'association Aneit en 1984. D'autres associations ont vu le jour par la suite, comme La Bouèze, l'Université du temps libre de Dinan, Maézoe, Vantyé, l'Epille, la Soett, la Granjagoul ou Chubri,.
Ces associations mènent principalement un travail de collecte de la langue, dans toute l'aire gallèse ou à des niveaux locaux. Certaines ont ainsi constitué des bases de données, comme Bertègn Galèzz. Certaines se sont spécialisées, comme Maézoe dans la toponymie et l'Epille dans la chanson traditionnelle. La Granjagoul, dont le siège se trouve à Parcé, est une association de sauvegarde du patrimoine immatériel qui mène des activités de collecte du patrimoine oral dans la région de Fougères et qui soutient et organise la promotion de ce patrimoine. Elle propose aussi des activités en gallo pour les enfants en partenariat avec l'association de parents d'élèves Dihun Breizh. Cette dernière a pour objectif la promotion du gallo et du breton dans le système éducatif.
Plusieurs manifestations culturelles liées au gallo ont lieu tous les ans en Haute-Bretagne, comme les Mill góll à Rennes, qui existent depuis 2003, La Gallésie en fête à Monterfil, les Estourniales à Liffré, La Bogue d'or, qui est un concours de conte et de chant à Redon, les  Assembiés gallèses à La Chèze, ou encore Les Gallèseries de Saint-Malo. La Semaine du breton et du gallo a lieu tous les ans en mars/avril, à l'initiative du conseil régional de Bretagne. Les activités sont menées par les ententes de pays au niveau local et elles ont pour objectif la promotion de ces langues. La Semaine du breton et du gallo a aussi lieu en Loire-Atlantique, mais les activités sont organisées par des associations, et non pas par des instances officielles.

### Médias
Certaines associations éditent ou ont édité des revues intégralement ou non écrites en gallo : « Pihern », revue annuelle éditée par Vantyé à Guémené-Penfao et « Druj », revue de l'Andon dou Galo de Trémorel, qui connut deux numéros dans les années 2000. Bertègn Galèzz publie « Le Liaun », revue à périodicité variable éditée depuis 1978, avec de nombreux articles en gallo. La revue « Nostre lenghe aneit » a également été éditée annuellement en gallo par l'association Aneit à Saint-Nazaire de 1984 à 1988. En décembre 2014, le web-hebdomadaire « Runje », intégralement en gallo, est créé par Fabien Lécuyer.
Néanmoins, le Gallo est très peu visible dans les médias régionaux traditionnels. Sa visibilité se résume à quelques articles et chroniques. André Le Coq publie les Caoseries a Matao, des chroniques sur l'actualité, dans L'Hebdomadaire d'Armor, édité à Merdrignac, depuis les années 1990. On trouve également une rubrique hebdomadaire en gallo dans Le Courrier Indépendant de Loudéac, intitulée Assis-té, mets du suc !, écrite par de nombreux auteurs. Une chronique en gallo sur l'actualité Au cul d’la tonne écrite par Hervé Drouard depuis 2006 paraît dans l'hebdomadaire La Mée, basé à Châteaubriant. En 2013, Daniel Giraudon a écrit une chronique dans l'édition du dimanche de Ouest-France ; c'est d'abord Le Gallo souffle sur les Breizh qui met gallo et breton en parallèle. Sa nouvelle chronique Le Galo come on l'caoze est centrée sur le gallo quant à elle, et est en plus radiodiffusée sur Plum'FM. Bèrtran Ôbrée écrit quant à lui une chronique En gallo dans le texte, illustrée par Vincent Chassé, dans le trimestriel du département d'Ille-et-Vilaine NousVousIlle depuis le début des années 2010.
La revue littéraire Hopala ! revendique la publication d'œuvres dans les trois langues de Bretagne et a ainsi publié des poèmes en gallo en 2001 et 2003. De même, Alain Kervern a organisé quatre concours de haïkus trilingues de 2001 à 2005 dans Hopala ! puis dans la revue Le Peuple breton en 2011 et 2013. Des articles écrits en gallo par Régis Auffray, Fabien Lécuyer et Patrick Deriano paraissent dans la revue en breton Ya ! éditée par l'association Keit vimp Bev de Laz depuis 2005, également visible sur internet.
Sur internet, le site Agence Bretagne Presse publie des dépêches et des articles en gallo. Le site d'informations 7seizh.info publie régulièrement des articles en gallo de Fabien Lécuyer sur l'actualité, notamment internationale et sur le sport.
Depuis 1996, on peut entendre du gallo sur les ondes de France Bleu Armorique avec des chroniques de Fred le Disou et Roger le Contou. Malgré un arrêt annoncé en 2013, ils sont toujours à l'antenne (où deux nouveaux intervenants dont une femme ont pris leur suite, dans les années 2019...). Plum'FM est une radio associative créée au début des années 2000 à Plumelec, et basée à Sérent depuis 2009. En 2014, la radio présente onze heures trente de programmes en gallo par semaine avec plusieurs émissions, animées par Matao Rollo et Anne-Marie Pelhate. Plum'FM travaille également en partenariat avec Radio Bro Gwened, basée à Pontivy, avec qui elle échange des programmes en gallo. Depuis septembre 2013, l'antenne RCF des Côtes-d'Armor diffuse l'adaptation radiophonique en gallo du roman de Paul Féval, Châteaupauvre. Des émissions ponctuelles en gallo sont diffusées par d'autres stations de radio, comme Radio Rennes et son émission Chemins de Terre, présentée par Loïc Turmel.
La présence du gallo à la télévision reste très faible. La première émission en gallo à la télévision est diffusée le 24 novembre 2007 sur la chaîne locale des Côtes-d'Armor Armor TV ; elle est présentée par Matao Rollo. Fred le Disou et Roger le Contou sont visibles également sur l'antenne de la chaîne locale TV Rennes où ils présentent depuis septembre 2008 une chronique météo décalée.
En mai 2022 est créée le média Galoweb, une plateforme sur internet de création et de diffusion de contenus audiovisuels en gallo, créée sur le modèle de la chaîne de télévision en breton Brezhoweb,. La première année, Galoweb propose des programmes en gallo pour tous les âges : comptines en gallo, magazine de société et dessins animés.

## Phonologie

### Consonnes
Les consonnes du gallo sont pratiquement les mêmes qu'en français. Il existe des variantes locales, comme le voisement de [s] en [z] dans le Pays de Retz et celui de [t] en [d] dans le Pays de la Mée. Certaines combinaisons de consonnes sont aussi caractéristiques de certaines régions, comme les occlusives [c] et [ ɟ], c'est-à-dire un [k] et un [g] accompagnés d'un léger [ j], et les affriquées [dʒ] et [tʃ ] dans la partie ouest de la Haute-Bretagne. Le mot curë [kyʁe] y est ainsi prononcé [tʃyʁə] et ghepe [dʒep]. Ailleurs, on peut entendre [cyʁə] et [ ɟəp]. Qhi peut être prononcé [ki], [tʃi] ou [ci]. Ces modifications résultent d'un avancement du point d'articulation des consonnes palatales.
La semi-consonne [ j] est abondamment utilisée pour mouiller d'autres consonnes, notamment pour [fj], [tj], [sj] et [pj]. Ces mouillures ne sont toutefois pas effectuées dans toutes les régions, et le [ j] est alors souvent remplacé par [l]. La pllée peut, par exemple, être désignée par [pje] ou [ple].
Le [h], d'origine germanique, a cessé d'être prononcé à partir du XIIIe siècle. Il reste employé dans le Mené, une petite région située autour de Merdrignac et Plémet.
|           | Bilabiale | Labio-dentale | Labio-palatale | Labio-vélaire | Dentale | Alvéolaire | Post-alvéolaire | Palatale | Vélaire | Uvulaire | Glottale |
| --------- | --------- | ------------- | -------------- | ------------- | ------- | ---------- | --------------- | -------- | ------- | -------- | -------- |
| Occlusive | p b       |               |                |               | t d     |            |                 | ɟ c      | k ɡ     |          |          |
| Nasale    | m         |               |                |               | n       |            |                 | ɲ        |         |          |          |
| Fricative |           | f v           |                |               |         | s z        | ʃ ʒ             |          |         | ʁ        | h        |
| Spirante  |           |               | ɥ              | w             |         |            |                 | j        |         |          |          |
| Latérale  |           |               |                |               |         | l          |                 |          |         |          |          |

### Voyelles
| |  |  |
| À gauche, prononciation des infinitifs des verbes en -er, à droite, prononciation du [e] de fossé. |  |  |

Le système vocalique du gallo est proche du français mais a connu des évolutions divergentes. Le gallo possède donc quelques phénomènes inconnus du français, comme un usage massif du schwa et des diphtongues.
En gallo comme en français, le [a] tonique latin s'est mué en [e] ou [eː]. Ainsi, adsátis a donné assé [ase]. Néanmoins, alors que le français a confondu [e] et [eː] pour ne garder que [e], une opposition entre les deux a été conservée par le gallo. Le [eː], qui correspond par exemple à un [a] tonique latin suivi de [s], est devenu un [e] ou une diphtongue, le plus souvent [ej], et le [e] s'est mué en schwa ([ə]) dans la plupart des régions. Cette opposition entre [e] et [eː] permet, par exemple, de différencier à l'oral les participes passés selon le genre et le nombre. Alors qu'en français standard, chassé, chassée et chassés sont prononcés de la même manière, la plupart des gallésants distinguent [ ʃasə] au masculin et [ ʃase] au féminin et au pluriel. Dans cet exemple, le [ə] montre la position finale du é, alors que le [e] montre que le é est suivi d'un e ou d'un s. Selon cette règle, assé est devenu assë [asə],.
L'infinitif des verbes latins en -are a suivi le même schéma, captiáre a donné chasser [ ʃasə] en gallo et chasser [ ʃase] en français. Cette évolution du [a] tonique varie selon les régions et il existe des exceptions : si dans le centre de la Haute-Bretagne, le schwa a bien remplacé le [e], dans certaines régions périphériques, il est remplacé par [ɛ] ou bien reste [e]. Enfin, des mots n'obéissent pas à la règle, comme pátre et mátre, qui ont donné pere [peʁ] et mere [meʁ] dans pratiquement toute la Haute-Bretagne, et pere [pəʁ] et mere [məʁ] ne s'entendent que dans le centre-ouest. Le [a] tonique libre devant [l] ne suit pas non plus le schéma [e]/[eː] et il a évolué très différemment selon les régions. Sále a ainsi donné sèl, sél, sé ou encore seu. Le schwa sert par ailleurs à réaliser des [l] et des [ʁ] syllabiques comme dans berton [bʁˌtɔ̃].

Prononciation du mot astour (« maintenant ») selon les régions.

Comme toutes les autres langues d'oïl, le gallo a été soumis à la loi de Bartsch, selon laquelle le [a] tonique libre au contact d'une consonne palatale antédécente devient un ie, comme dans cápra qui est devenu chieuvr. En gallo comme en français, le yod a disparu autour de la Renaissance, donnant chèvre et cheuv, et il ne se rencontre plus que dans les Côtes-d'Armor. Dans l'est de la Bretagne, la disparition du yod a été plus forte qu'en français, et certains locuteurs disent chen à la place de chien (du latin cáne).
Le [e] ouvert tonique latin a lui aussi évolué en ie en gallo comme en français, hĕri donnant par exemple yere. En gallo, la voyelle suivant le yod est différente selon les régions. Dans la majeure partie de la Haute-Bretagne, c'est un schwa, et ailleurs, c'est un [ɛ] ou un [e] (la répartition géographique est la même que pour [e]/[eː]). Le [o] ouvert tonique latin est devenu un ue, puis s'est monophtongué en français, comme en gallo, vers le XIIe siècle et devenu [œ] en français, [ə] en gallo. Cór a ainsi donné qheur. L'évolution du [e] ferme tonique latin est beaucoup plus diverse, et la diphtongue originelle éi a été remplacée par une grande quantité de phonèmes variant selon les mots et les régions. Les multiples prononciations de mai, issu du latin mé, illustrent cette diversité : [maj], [ma], [me], [mɛ], etc. La prononciation latine du [o]/[u] ferme tonique libre est plus authentique en gallo que dans les autres langues d'oïl. Gùla a ainsi donné goule en gallo, mais gueule en français. Certains termes sont toutefois influencés par les langues d'oïl voisines, et astour (« maintenant », du latin hóra) cède la place à asteur dans l'est de la Haute-Bretagne. Dans le sud de la Loire-Atlantique, au contact du poitevin, le [ɔ] est généralisé et on entend guernol et parto à la place de guernouille et partout.
|            | Antérieure   | Centrale | Postérieure |
| Fermée     | i y          |          | u           |
| Mi-fermée  | e eː ø       |          | o           |
| Moyenne    |              | ə        |             |
| Mi-ouverte | ɛ ɛː œ ɛ̃ œ œ̃ |          | ɔ ɔ̃         |
| Ouverte    | a            |          | ɑ ɑ̃         |

### Diphtongues
Le gallo utilise les diphtongues, tout comme le latin et d'autres langues d'oïl, ainsi que des langues romanes comme l'espagnol et le portugais. Le français a en revanche perdu ses diphtongues depuis le XVIe siècle au moins. Les diphtongues du gallo utilisent généralement les semi-voyelles [w] et [ j], plus rarement [ɥ] : [wa], [wə], [wi], [aw], [ ja], [ ju], [aj], [ej], [ɛ̃i], [ɥi], [ɥɛ̃], [ɥə], etc. La triphtongue [ jaw] est aussi utilisée.
La diphtongue [aw], très employée, résulte le plus souvent de la disparition d'une consonne qui existait en latin. Par exemple, fagu (« hêtre ») est devenu fao et le hiatus [fau] s'est mué en diphtongue : [faw]. Pour certains mots comme talpa, le [l] s'est vocalisé en [u], et le [al] et donc devenu [aw] : [tawp], alors qu'en français, le [al] s'est fondu en [o] : taupe [top]. Dans le nord de la Haute-Bretagne, les diphtongues servent à exprimer le pluriel : un martè [maʁtə], des martiaos [maʁtjaw]. En Loire-Atlantique, seule la forme plurielle est utilisée.
La diphtongue nasale [ɛ̃ɔ̃], qui s'entend, par exemple, dans grand ([gʁɛ̃ɔ̃] « grand ») est typique des langues d'oïl de l'ouest et se retrouve en normand, en poitevin-saintongeais et en angevin, parfois sous des formes légèrement différentes ([aɔ̃] en saintongeais, [ɛ̃ɑ̃] en normand).

## Écriture

### Problématique
Il n'existe pas encore de système d'écriture unique qui soit unanimement approuvé et connu. Le principal problème posé par le gallo est la différence de prononciation selon les régions. Par exemple, pour dire moi, les gallésants, selon leur région, diront [maj], [mεj], [mej], [ma], [mε] ou encore [me]. En utilisant l'écriture française, ils écriraient donc le même mot de nombreuses manières : maï, maye, maille, mèï, mey, meille, ma, mé, mè...
Cependant, la création d'un système commun s'impose afin d'améliorer la compréhension des textes, pour restituer les variétés de prononciation et pour rédiger un dictionnaire. Les différents systèmes d'écriture qui ont été proposés peuvent être regroupés en deux tendances : l'une privilégie une orthographe unique qui peut se prononcer de différentes façons en respectant les variétés régionales, et l'autre propose de nombreuses lettres et combinaisons de lettres illustrant tous les phonèmes régionaux pour permettre aux locuteurs d'écrire selon leur prononciation,.
Le premier effort de codification de l'orthographe du gallo a été entrepris par l'association des Amis du parler gallo en 1977. Elle proposait de conserver la graphie française en ajoutant des caractères propres, comme lh pour indiquer la mouillure et ë pour représenter le schwa. Depuis, d'autres systèmes ont vu le jour, comme l'ELG, le MOGA, l'ABCD, le BAP...
Au point de vue de l'orthographe, deux groupes s'opposent : certains systèmes d'écriture proposent des orthographes complexes, avec des lettres muettes et des graphies non-phonétiques, mais d'autres sont plus phonétiques et évitent les lettres muettes.
| Gallo (ELG)                     | Gallo (Aneit)                   | Gallo (Vantyé)             | Gallo (MOGA)                   | Gallo (ABCD)                 | Français                                 |
| ------------------------------- | ------------------------------- | -------------------------- | ------------------------------ | ---------------------------- | ---------------------------------------- |
| Il faut qe j'auj le veir anoet. | I faùt qe j'aùge le vair aneit. | I faw ke j'awj le vèy ane. | I fao qe j'aoje le vaer aneit. | Faot qe j'aoje le vaer anet. | Il faut que j'aille le voir aujourd'hui. |

### Graphie ELG
|                                                                                              |  |  |
| Signalisation routière bilingue français/gallo à Parcé en écriture ELG et à Loudéac en ABCD. |  |  |

L'écriture ELG (sigle d'« écrire le gallo »), la plus ancienne, a été proposée en 1978 par Alan-Joseph Raude et refuse toute référence à l'orthographe française. Raude s'est appuyé sur les textes médiévaux en gallo afin de trouver une écriture originale, comme si le gallo n'avait jamais cessé d'être écrit. En reprenant des graphies médiévales, l'écriture ELG permet aussi de remonter aux origines du gallo à une époque à laquelle les différences de prononciation selon les régions étaient moins accentuées qu'aujourd'hui.
Ainsi, pour les mots signifiant doigt, soir ou moi, qui se prononcent tous différemment selon les régions, on retrouve à la place du oi un e long et un i court du latin. Ces mots sont donc écrits avec ei : deit, seir, mei, chacun peut les prononcer comme il en a l'habitude. De même, ruczèu (ruisseau) se prononce [ʁysəw] à l'est de la Haute-Bretagne et [ʁyzəw] à l'ouest, et le ae de Bertaeyn (Bretagne), peut se prononcer [ae], [aɛ], [aə] etc. Les groupes de lettres oe, cz, tz sont d'autres éléments caractéristiques de cette graphie.
Par ailleurs, les e finaux ont cessé d'être prononcés dès le XIIe siècle en gallo, plusieurs siècles avant le français, Raude propose donc de ne pas les écrire. Par contre, les consonnes finales muettes sont conservées afin de faciliter les dérivations : fauc (faux), fauchae (faucher). À cause de l'absence du e final, il faut le redoubler s'il est prononcé. Ainsi, le français a grand et grande et le gallo ELG graund et graundd.
L'ELG a un aspect graphique qui donne au gallo une personnalité bien marquée. En revanche, il est difficile à lire et écrire sans apprentissage, et même des gallésants ne se rendent pas toujours compte immédiatement que c'est le gallo. L'ELG est utilisé, par exemple, pour la signalisation bilingue français/gallo dans une station du métro de Rennes.

### Graphie Aneit
Le système Aneit a été présenté en 1984 par l'association Bertègn Galèzz, qui a succédé aux Amis du parler gallo. Cette écriture est le fruit de cinq ans de recherches à travers la Haute-Bretagne et tient son nom de la brochure de présentation au public : Nostre lenghe aneit (« notre langue aujourd'hui »). Aussi appelée « graphie unifiée », elle reprend la démarche étymologique de l'ELG.
Le système Aneit se différencie de l'ELG sur quelques points. Par exemple, chaque lettre écrite doit avoir une utilité, ce qui entraîne la suppression du h muet et des consonnes doubles sauf dans certains cas précis (ll pour indiquer la mouillure etc.). L'Aneit possède les mêmes difficultés que l'ELG puisqu'il faut connaître l'orthographe d'un mot pour pouvoir le déchiffrer et l'écrire soi-même. Par ailleurs, l'Aneit se sert des lettres ó, ú et du r̃ (r surmonté d'un tilde), des caractères difficilement accessibles depuis un clavier français.

### Graphie Vantyé
La graphie Vantyé a été élaborée par l'association du même nom au début des années 1980 et se caractérise par la volonté de rapprochement avec le breton. Ainsi, le son [k] n'est représenté que par la lettre k, au détriment du q, utilisé par d'autres systèmes, et le [w] est représenté par w : ke pour « que » et wézyaw pour « oiseau ». Les lettres muettes sont abandonnées, et une certaine liberté est laissée à l'utilisateur.
La graphie Vantyé est donc davantage un outil pratique qu'une orthographe codifiée, au contraire de l'ELG et de l'Aneit, mais elle est donc beaucoup plus simple à maîtriser. Elle pose néanmoins certains problèmes puisqu'elle est principalement destinée aux locuteurs du Mitau et ne permet pas d'écrire tous les phonèmes employés dans d'autres régions,.

### Graphies MOGA
L'écriture MOGA a été présentée en 2007 par Bèrtran Ôbrée et l'association Chubri. Contrairement à l'ELG et à l'Aneit, qui s'intéressent à l'étymologie des mots, elle est une écriture phonétique. Par ailleurs, elle se sert des compétences en français des locuteurs. Ainsi, le son [ ɲ] est exprimé par gn, comme en français, et non par ny ou nh. De même, la diphtongue [aw] est exprimée par ao, au lieu des aù et des au des systèmes précédents, qui offrent des ambiguïtés puisqu'en français, le [w] est représenté par w. Chaque lettre ou groupe de lettres MOGA correspond à un son unique.
Les variétés régionales sont prises en compte. et des groupes de lettres ont été créés pour représenter tous les phonèmes du gallo même s'ils ne sont utilisés que par quelques locuteurs. Ainsi lh exprime [ʎ], un phonème rare qui est cantonné au centre des Côtes-d'Armor.
Un même mot peut s’écrire de différentes façons selon les usages locaux, comme la ville de Rennes, qui s’écrit en gallo dans les différentes graphies MOGA Renn, Rènn, Rein·n ou Rin·n (écriture et prononciation allant des usages les plus courants aux plus rares). Il n’y a donc pas une graphie MOGA mais des graphies MOGA.

### Graphie ABCD
L'écriture ABCD (des initiales de ses inventeurs : Régis Auffray, André Bienvenu, André Le Coq et Patrice Dréano) est utilisée par l'Association des enseignants de gallo et voila l'université de Rennes 2. Elle a été fixée en 2009 et reprend les grands principes du MOGA : utilisation des compétences en français et écriture phonétique. Alors que le MOGA propose un son par lettre ou par groupe de lettres, l'ABCD en propose plusieurs pour permettre aux utilisateurs de faire un choix. Cela permet de couvrir les variantes régionales, et un texte en ABCD ne sera pas lu de la même façon par tous les gallésants. L'ABCD fait aussi beaucoup appel aux normes françaises avec ses lettres muettes, comme les s marquant le pluriel, et est donc très facilement lisible sans apprentissage préalable.

### Équivalences de systèmes d'écriture
| Phonème et exemple en français                       | ELG                                                  | MOGA                                                                                 | ABCD                        |
| ---------------------------------------------------- | ---------------------------------------------------- | ------------------------------------------------------------------------------------ | --------------------------- |
| [ɒ] pâte                                             | a / au(en finale)                                    | â                                                                                    | â / ae                      |
| [ɑ̃] hanter                                           | aen / an / avec labiovélarisation : aun              | aun (long) / en (court)                                                              | am / an / en / em           |
| [ə] je                                               | ae / aé / aeu / aéy / ei / oe                        | e                                                                                    | e / ë                       |
| [ɛ] mer                                              | aè / ei / èu / ey (en finale)                        | è / e (en finale pour la voyelle d’appui qui apparait seulement du fait du contexte) | e / è / ae / ai / aï        |
| [e] pré                                              | aé / ey (en finale)                                  | é / e (en finale pour la voyelle d’appui qui apparait seulement du fait du contexte) | e / é / ë                   |
| [eː] é long                                          | aé / ey (en finale)                                  | ée                                                                                   | é                           |
| [ɛ̃] Ain                                              | aen / en / avec labiovélarisation : aeun / aun / ein | ein (long) / in (court) / iñ (court en finale) / èn (court après i)                  | aen / aim / ain / eim / ein |
| [œ] fleur                                            | oe / oey                                             | eu                                                                                   | eu                          |
| [ø] feu                                              | oe / oey                                             | eû                                                                                   | eû / eu                     |
| [i] gris                                             | iy (long) / i (court) / iu                           | î (long) / i (court)                                                                 | i                           |
| [ɔ] porte                                            | o                                                    | o                                                                                    | o                           |
| [o] gros                                             | o                                                    | ô                                                                                    | ô                           |
| [ɔ̃] onde                                             | on                                                   | on                                                                                   | om / on                     |
| [u] loup                                             | ó / ou                                               | ou                                                                                   | ou / oû                     |
| [y] but                                              | aü / eü / iu / uy (en finale)                        | û (long) / u (court)                                                                 | û / u                       |
| [œ̃] brun                                             | un                                                   | ûn                                                                                   | um / un / eum / eun         |
| [aj] aïe                                             | aè / àè /aéy / ai                                    | aï                                                                                   | ae / aï                     |
| [ɑj] gallo : mouâi (mois)                            | ei                                                   | âï                                                                                   | ây                          |
| [aw] gallo : chaoz (chose)                           | au                                                   | ao                                                                                   | ao                          |
| [ɛj] gallo : pèirr (poire)                           | aè / ei                                              | èï                                                                                   | ae / aï / é                 |
| [ɛw] gallo : wézèw (oiseau)                          | èu                                                   | éw                                                                                   | iao / éou                   |
| [əɥ] gallo : leù (loup)                              | aeü                                                  | eù                                                                                   | eû                          |
| [ɔj] Oyez                                            | oy                                                   | oï                                                                                   | oy                          |
| [ɔw] ≈ low anglais                                   | ou                                                   | ow                                                                                   | ao                          |
| [ ʒ] judo                                            | j (jamais g)                                         | j (jamais g)                                                                         | j (jamais g)                |
| [k] kilo                                             | c / q                                                | c / q                                                                                | c devant a, â, o et ô / q   |
| [tʃ ] tchèque [c] Prinquiau                          | q                                                    | qh                                                                                   | q devant a, â, o et ô / qh  |
| [dʒ] djembé [ ɟ] remplacer le qu de Prinquiau par gu | g                                                    | gh                                                                                   | gh                          |

Par ailleurs, les écritures MOGA et ABCD se servent de la combinaison ll dans les mots palatalisés par certains gallésants. Ainsi, bllë se prononce [bjə] ou [blə] selon les régions. En ABCD, les combinaisons mm, nm et nn ne se prononcent pas comme en français puisque la première lettre sert à nasaliser, et seule la seconde lettre se prononce : fenme se prononce [fɑ̃m] et non [fenm], et Janne se prononce [ ʒɑ̃n] et non [ ʒan]. Comme en français, si la lettre finale est un e ou une consonne, elle ne se prononce généralement pas.
En MOGA, [lj] s'écrit lh, et ñ remplace le n pour montrer que celui-ci ne doit pas être nasalisé : (il) diñra se prononce [dinʁa] comme en français.
Dans l'écriture ELG, certaines lettres et groupes de lettres ne se placent qu'à certaines positions comme oey, qui n'existe donc qu'en fin de mot. Comme en ABCD, les consonnes finales en ELG sont généralement muettes. Le son [s] s'écrit cz, c, ç ou s selon sa place dans le mot et les lettres qui l'entourent. En finale, son équivalent muet est tz.

## Grammaire

### Déterminants, pronoms et prépositions
Les articles en gallo sont pratiquement les mêmes qu'en français : le, la, les, eun, eune, des. L'article partitif du existe aussi. Le pronom neutre ce n'existe pas, et cela peut être remplacé par eci et ela.
L'ordre des pronoms personnels compléments dans la phrase peut différer du français. En effet, s’il y a deux pronoms compléments dans une proposition, l’un objet direct, l’autre objet indirect, ce dernier se place en premier. Ainsi, en gallo, on dit je li l'ai donnë pour « je le lui ai donné ». Cette règle est aussi valable à l'impératif : donne maï le pour « donne-le-moi ».
Les pronoms démonstratifs viennent du latin iste : sti-ci, sti-là (masculin), ste-ci, ste-là (féminin). Le pluriel se rapproche du français : s(t)eus-ci, s(t)eus-là. Les pronoms relatifs et interrogatifs sont semblables à ceux du français (qui/que) ; ils diffèrent surtout dans la prononciation puisque la plupart des gallésants utilisent des affriquées ou la consonne occlusive palatale sourde à la place de la consonne occlusive vélaire sourde. [ke] et [ki] deviennent donc [cə]/[tʃə] et [ci]/[tʃi]. Par ailleurs, la distinction entre animé et inanimé n'est pas systématique : qhi qe tu vis ? peut aussi bien signifier « qui as-tu vu ? » que « qu'as-tu vu ? » Dans l'ouest de la Haute-Bretagne, la distinction est en revanche obligatoire, et cai (« quoi ») sert à désigner un objet inanimé.
La redondance du possessif avec a est fréquente : sés chevaos a li (« ses chevaux à lui »). La préposition a placée devant un infinitif produit un même effet d'insistance et peut aussi être utilisée dans une phrase qui rend compte de deux actions simultanées, lorsque le français utilise le gérondif : i coure a veni (« il vient en courant »). Les pronoms démonstratifs sont remplacés par des possessifs : le sien remplace celui à/qui/que/de, par exemple : le sien qi veut signifie celui qui veut.
Le mot français avec s'exprime en gallo de plusieurs façons selon le contexte. La préposition o ou d'o est utilisée pour parler d'une action associant une chose, un humain ou un animal : aler és clloz d'o son chen (« aller aux champs avec son chien »), ou bien dans le cadre d'une action passive entre deux humains : yètr d'assant d'o qheuq'eun (« être d'accord avec quelqu'un »). La préposition cant ou cantë est utilisée pour parler d'une action entre deux humains : yètr a caozer cantë son bonaminz (« être à parler avec son ami »).
|                    |           |              | pronom personnel | pronom personnel | pronom personnel  | pronom personnel | pronom personnel | pronom possessif                |
| sujet              | réfléchi  | COD antéposé | COD postposé     | COI              |                   |                  |                  | pronom possessif                |
| ------------------ | --------- | ------------ | ---------------- | ---------------- | ----------------- | ---------------- | ---------------- | ------------------------------- |
| première personne  | singulier | singulier    | je               | me               | me                | mai              | me               | le mien, la mienne, les miennes |
| première personne  | pluriel   | pluriel      | je/on/nan        | nous             | nous/n-s-aotrs    | nous/n-s-aotrs   | nous/n-s-aotrs   | le nôtr, la nôtr, les nôtr      |
| deuxième personne  | singulier | singulier    | tu               | te               | te                | tai/ta           | te               | le tien, la tienne, les tiennes |
| deuxième personne  | pluriel   | pluriel      | vous/v-s/v'      | vous/vs          | vous/v'/v-s-aotrs | vous/v-s-aotrs   | vous/v-s-aotrs   | le vôtr, la vôtr, les vôtr      |
| troisième personne | singulier | masculin     | i/il             | se               | le                | le               | li/yi            | le sien, la sienne, les siennes |
| troisième personne | singulier | féminin      | ol/o/al/a/el/e   | se               | la/las            | la               | li/yi            | le sien, la sienne, les siennes |
| troisième personne | singulier | neutre       | on/nen           | se               | -                 | -                | -                | -                               |
| troisième personne | pluriel   | masculin     | il/i/iz          | se               | les/ls            | les              | lou/you/yeu      | le lour, la lour, les lour      |
| troisième personne | pluriel   | féminin      | i/ol/o/al/a/e    | se               | les/ls            | les              | lou/you/yeu      | le lour, la lour, les lour      |

### Genre et nombre
Comme en français, les noms en gallo peuvent être masculins ou féminins et singuliers ou pluriels. Le genre des noms est généralement le même qu'en français sauf pour quelques exceptions comme aje (âge), bole (bol), crabe (crabe), qui sont féminins, et memouere et vipere qui sont masculins.
La marque du féminin se fait de plusieurs façons selon les mots. Pour certains, comme en français, la consonne finale devient sonore : petit devient petite, et vaizin devient vaizine. Dans les mots se terminant par une voyelle nasale, celle-ci peut être dénasalisée, comme pour le français bon/bonne. Les noms d'agent, dérivés d'un verbe et finissant en -ou, comme chantou, prennent une terminaison en -ouze, -ouère ou -resse (eune chantouère, une chanteuse). Enfin, les mots se terminant en consonnes non muettes, en consonnes doubles ou développées (-ch, -sch...), sont invariables.
Le pluriel est, lui aussi, soumis à plusieurs règles différentes. Les mots finissant par une consonne restent invariables, mais ceux finissant par une voyelle peuvent allonger cette dernière : un crochet [kʁoʃɛ], des crochets [kʁoʃɛː]. D'autres mots ont un pluriel en diphtongue, comme chatè (château) qui devient chatiao, ou en flexion vocalique, comme pommier [pɔ̃mjə], qui devient pommiérs [pɔ̃mje]. En Loire-Atlantique, le pluriel en diphtongue n'existe pas, la forme diphtonguée étant toujours utilisée : chatéo (château, châteaux). Le mondd est invariable et exprime un pluriel collectif, le verbe qui suit doit donc être conjugué au pluriel. Les adjectifs distinguent rarement le singulier du pluriel.

### Conjugaison
La conjugaison se caractérise par l'importance du passé simple à l'oral. Les verbes de ce temps se répartissent en quatre groupes : la plupart, comme hucher (« crier »), se conjugent en -i : je huchis, tu huchis, etc. Il existe des variations pour la première et la troisième personne du pluriel : -imes ou -ites pour nous, et -ites ou -irant pour ils/elles. Les verbes en -air(e)  ou -aer comme baire ou chaer ont des désinences en -û : je chûs, vous chûtes, etc. La première et la troisième personne du pluriel sont soumises aux mêmes variations que pour le groupe en -i. Enfin, il existe aussi quelques verbes en -u comme vair, et en in comme veni et prindr. Le verbe avair est un verbe en -i, mais il peut aussi prendre les désinences des groupes en -û et -u. Le verbe être a deux formes : je fus/sus à cause d'un changement de radical.
Les terminaisons en -i, comme j'apërchis, je venis, à la place du français j'aperçus, je vins, montrent la proximité du gallo avec le latin pour les verbes latins des troisième et quatrième groupes. Pour les désinences du parfait du premier groupe en latin, le français a conservé la voyelle de liaison et le gallo la désinence finale :
|        | Latin   | Gallo    | Français |
| ------ | ------- | -------- | -------- |
| Choir  | cecidit | i cheyit | il chut  |
| Jeter  | jecit   | i jetit  | il jeta  |
| Fixer  | fixit   | i fixit  | il fixa  |
| Sonner | sonavit | i sonnit | il sonna |
| Laver  | lavavit | i lavit  | il lava  |

Les terminaisons des verbes au présent de l'indicatif sont simples puisqu'elles sont les mêmes pour tous, sauf quelques exceptions, comme être. Les verbes réguliers se conjuguent en gardant le radical pour les personnes du singulier, et en rajoutant les désinences -ons ou -om pour nous, et -éz pour vous. Pour la troisième personne du pluriel, l'usage varie : soit le radical ne prend pas de désinence, soit il faut ajouter -ant ou -aint.
L'imparfait se forme avec le radical et des désinences similaires à celles du français, avec des prononciations qui peuvent varier fortement entre les régions, passant par exemple de je manjë à je manjay ou je manjéy. Comme pour le passé simple, la première et la troisième personne du pluriel sont soumises à des variations : -ions, -é ou -iom pour nous, -é, -a, -ay et -yon pour ils/elles. La forme ancienne -ao pour les deux premières personnes du singulier (je manjao) est attestée à Bourseul, où elles servent aussi à conjuguer le conditionnel, et -yain pour la première personne du pluriel est visible dans des proverbes.
Les désinences du futur simple et du conditionnel sont les mêmes pour tous les verbes et sont similaires à celles du français. Le subjonctif présent se forme avec -j.
Le conditionnel est employé dans les subordonnées introduites par si et marquant l'hypothèse, alors qu'en français, il faut utiliser l'imparfait de l'indicatif (« les si n'aiment pas les rai »). En gallo, on dit par exemple : si qheuqu'un seraet venu. En gallo, le conditionnel remplace aussi le subjonctif dans les subordonnées finales introduites par pour.
L'impératif se forme avec les terminaisons du présent de l'indicatif, sauf pour quelques verbes irréguliers comme veni (venir) : ataï ! (viens !), atous ! (venez !).
L'interrogation s'exprime grâce à la particule ti qui se place après le verbe : j’ons -ti le dret d’aler vair ? (« ai-je le droit d'aller voir ? »). À la voie indirecte, qe s'interpose avant le sujet : Den cai qe tu sonjes ? (« à quoi penses-tu ? »).
Le préfixe entre, qui marque la réciprocité (« s'entraider ») est un véritable morphème en gallo, il peut ainsi s'utiliser librement avec un grand nombre de verbes : Les chens s'entr-taint mordus signifie « les chiens s'étaient mordus entre eux ». Il accompagne le pronom réfléchi et peut être séparé du verbe par un auxiliaire ou un pronom complément. La voix pronominale peut être utilisée pour indiquer un processus sans agent ou intérieur à la personne : i s'apernaet signifie « il apprenait tout seul ».
|                   | indicatif présent                                                                  | imparfait                                                                                 | passé simple                                                                                               | futur                                                                        | conditionnel                                                                                | subjonctif présent                                                                                        | participe présent | participe passé |
| ----------------- | ---------------------------------------------------------------------------------- | ----------------------------------------------------------------------------------------- | --- | ---------------------------------------------------------------------------- | ------------------------------------------------------------------------------------------- | --- | ----------------- | --------------- |
| yètr(être)        | je së/sé t'es il/ol ét je sons/sôme vous etes il/ol sont                           | je taes tu taes i/o taet je tions/tains vous tiéz i taent                                 | je fus/sus tu fus/sus i/ol fut/sut je fumes/sumes vous futes/sutes i/ol furent/surant                      | je serë tu serâs i/ol sera je serons vous seréz i/ol seront                  | je serës tu serës i/ol serët je serions/serans vous seriez i/ol serant                      | qe je seje qe tu sejes q'i/o seje qe je sejions qe vous sejiéz q'i/ol sejent/sejant                       | etant             | të              |
| enveyer (envoyer) | j'enveye t'enveyes il/ol enveye j' enveyons v'enveyéz il enveyent/enveyant         | j'enveyaes t'enveyaes il/ol enveyaet j'enveyons/enveyains v'enveyiéz il enveyent/enveyant | j'enveyis t'enveyis il/ol enveyit j'enveyimes v'enveyites il enveyirent                                    | j'enveyerë t'enveyerâs il/ol enveyera j'enveyerons v'enveyeréz il enveyeront | j'enveyrës t'enveyerës il/ol enveyerët j'enveyerions/enveyerant v'enveyeriéz il enveyeraent | qe j'enveyeje qe t'enveyejes q'il/ol enveyeje qe j'enveyejions qe v'enveyejiéz q'il enveyejent/enveyejant | enveyant          | enveyë          |
| crere (croire)    | je cres tu cres i/o cret je creyons vous creyéz i creyent/crevent/crezent/cressent | je creyaes tu creyaes i/o creyaet je creyons/creyains vous creyiéz i creyaent             | je creyis/crû tu creyis/crûs il/ol creyit/crût je creyimes/crûmes vous creyites/crûtes i creyirent/crûrant | je crerë tu crerâs il/ol crera je crerons vous creréz i creront              | je crerës tu crerës i/o crerët je crerions/crerant vous creriéz i crerant                   | qe je creje qe tu crejes q'i/o creje qe je crejions qe vous crejiéz q'i crejent/crejant                   | creyant           | crû             |

## Lexique

### Base romane
Le gallo est une langue d'oïl, donc son lexique, tout comme sa grammaire, vient en très grande partie du latin populaire. Le lexique issu du latin peut être présent dans l'ancien français ainsi que dans d'autres langues d'oïl, et des mots se sont aussi exportés au Québec, comme ferdillouz (« frileux »), employé par exemple aux Îles de la Madeleine dans le golfe du Saint-Laurent.
Les mots du gallo venus du latin n'ont pas forcément d'équivalent en français, comme sicot, qui désigne le pied d'une plante coupée et vient du latin populaire ciccotu (cf. français « chicot »). D'autres mots, comme merien qui signifie « sieste », viennent du latin populaire (cf. français « méridienne »), mais ce n'est pas le cas du mot français correspondant (« sieste » est un emprunt de l'espagnol). Enfin, certains mots sont issus du latin classique, comme subller, qui vient de sibilāre. L'équivalent français, siffler, vient du latin populaire sifilāre,. Le verbe chomë, du latin caumāre, a gardé son sens premier, « manquer de », mais il possède aussi d'autres sens, comme « lever », « dresser ». Il peut être utilisé à la forme réfléchie, se chomë signifiant « se mettre debout », et en participe présent, en chomant signifiant « en restant debout ». Le chomant veut aussi dire « squelette ».
Exemples de termes d'origine romane :
- anet (aujourd'hui, latin : hodie)
- astoure, asteure (maintenant, contraction de à cette heure, latin : hac hōra)
- biqe, biqhe (biche, chèvre, latin : beccus)
- bobia (imbécile, niais, onomatopée médiévale bob)
- avette (abeille, latin : apis)
- chaer (tomber, latin : cadēre)
- cherdi (caresser, latin : carus)
- chomer (dresser, placer debout, lever, latin : caumāre)
- corner (chanter, de corne)
- crouiller (fermer (à clef), dérivé d'écrou)
- ferzae (chouette effraie, latin : praesāga)
- frilouz, ferdillouz (frileux, latin : frilosus)
- goule (bouche, gueule, visage, latin : gŭla)
- grôle (corbeau, latin : gracŭla)
- guerouer (geler, latin : gelāre)
- hane (pantalon, vêtement, latin : habitus)
- hucher (crier, latin populaire : huccāre)
- mézë, demézë, ademézë (désormais, latin : magis, préfixes ad et de)
- mitan (milieu, latin : medius)
- ouaille (brebis, latin : ovis) (Loire-Atlantique)
- perchaine (prochaine, latin : proximus)
- paire (poire, latin : pira)
- pllée (pluie, latin : plŏia)
- qhette (jambe, cuisse, latin : coxa)
- soulai, sourai (soleil, latin de Gaule : *solicŭlu)
- terjous, tourjous (toujours, contraction médiévale de tout et jours)
- tenant (toujours, latin : tenire) (Morbihan)
- ventiés (peut-être, contraction de volontiers)

### Substrat celtique
Le gallo possède un important substrat celtique, surtout hérité du gaulois mais aussi du breton, qui permet de le distinguer des autres langues d'oïl. À cause des similarités entre le breton et le gaulois, il est parfois difficile de déterminer l'étymologie celte des mots gallo. Les emprunts au breton sont plus courants autour de la frontière linguistique. Un terme d'origine celtique employé à l'extrémité orientale de la Haute-Bretagne a donc plus de chance de venir du gaulois que du breton.
Le mot pobran (« bouton-d'or ») n'est employé qu'autour du littoral atlantique, du golfe du Morbihan au pays de Retz en passant par l'estuaire de la Loire, le mot berlu (« digitale ») n'est pas utilisé au-delà de Saint-Brieuc et Ploërmel, et trinchon (« oseille ») n'est pas entendu à l'est de Lamballe, Redon et Blain. De son côté, bran (« son des céréales »), qui n'est pas employé après Fougères, Rennes et Redon, ressemble au breton brenn, mais il descend du latin brennus, qui lui-même vient peut-être d'un terme gaulois.
D'une manière générale, le breton a beaucoup plus importé de mots gallo que le gallo n'a importé de mots bretons. Ainsi, brochë (« tricoter »), qui vient du latin brocca, a donné brochenn (« aiguille à tricoter ») en breton.
Exemples de termes d'origine celtique :
- balai (genêt, gaulois : *balagiu, *banatlo ou *balayum)
- beroui (brûlé, breton : berviñ (bouillir))
- berlu (digitale, breton : brulu)
- boettë (mettre de l'appât, breton : boued (nourriture))
- bourrië (déchêts, gaulois : *borua)
- cante, cantë, catë, conte (avec, gaulois : *cata-)
- cariquelle (chariot, carriole, brouette, breton : karrigell)
- craïssant (carrefour, breton : kroashent)
- qhuter (cacher, gaulois : *cud-)
- drôe (ivraie, gaulois : *drauca)
- grôe (glace, givre, gaulois : *grava)
- margate (seiche, breton : morgat)
- nâche (place d'un bovin dans l'étable, gaulois : *nasca)
- oualer (pleurer, breton : gouelañ)
- pobran (bouton-d'or, breton : pav-bran)
- pllé (scion, gaulois : *pláxa)
- piece (champ : gaulois *pĕttia)
- trinchon (oseille, breton : triñchon)

### Superstrat germanique
Le lexique d'origine germanique est issu en grande majorité du francique, la langue des Francs. Ceux-ci ont occupé la partie orientale de la Bretagne à partir du Ve siècle et se sont assimilés aux populations locales.
Exemples de termes d'origine germanique :
- broû, brao (lierre, francique : *brŭst-)
- fer (paille, francique : *fŏdr) (Côtes-d'Armor)
- greyer (atteler, équiper, norrois : *greja)
- jou, joc, jouqe (perchoir, francique : jŭk)
- loje, loche (hangar, francique : *laubja)
- ro, rou (osier, francique : raus)